# Bad Mergentheim

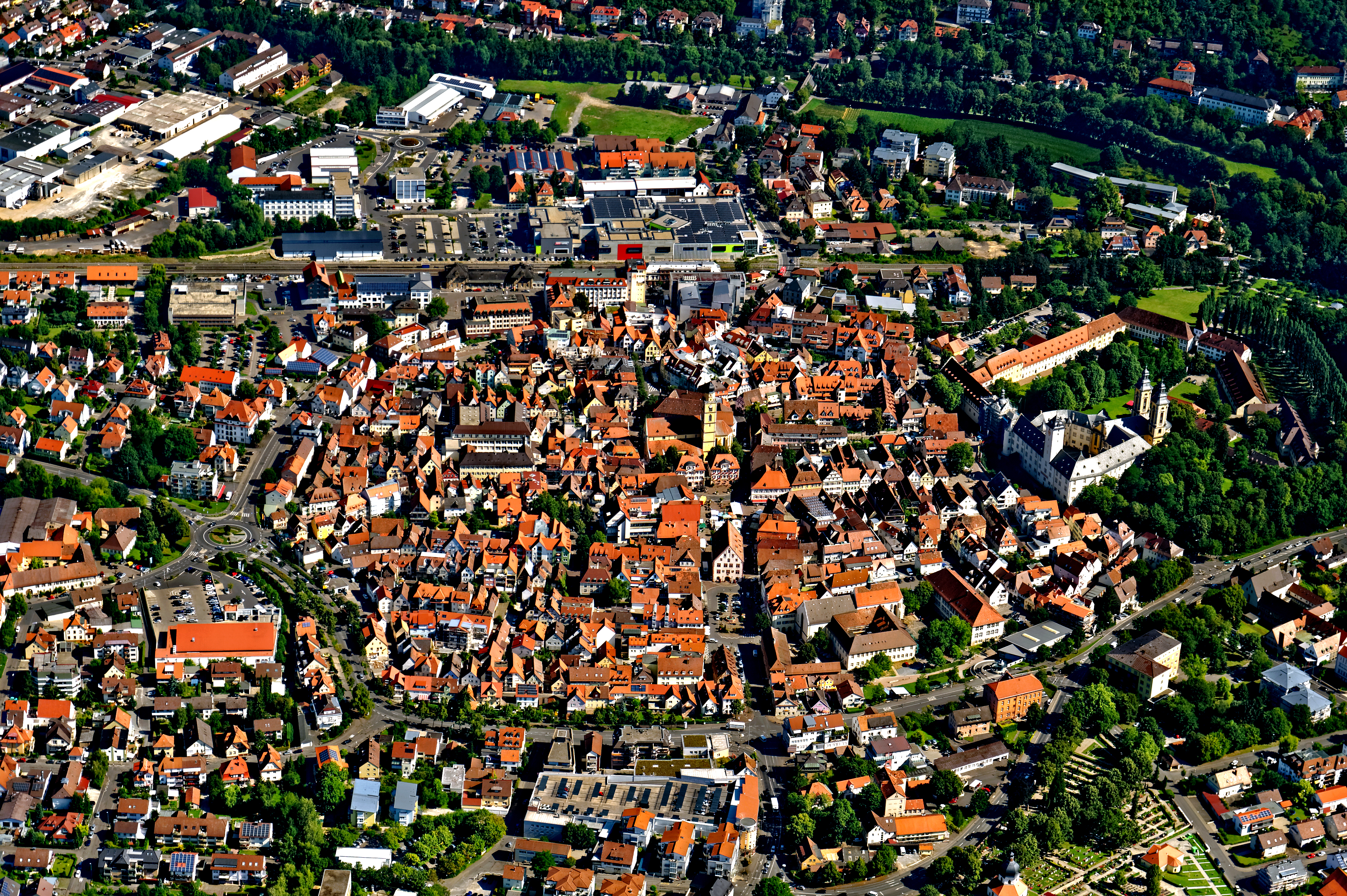
Luftbild des Stadtkerns von Bad Mergentheim

Bad Mergentheim (ⓘ, bis 1926 Mergentheim, mundartlich Märchedol [ˈmɛʀxəˌdɔːl]) ist eine Stadt an der Tauber im fränkisch geprägten Nordosten Baden-Württembergs, etwa 35 Kilometer südwestlich von Würzburg bzw. 56 Kilometer nordöstlich von Heilbronn. Vor der Bildung des Landes Baden-Württemberg war sie die nördlichste Stadt Württembergs. Heute ist sie mit 24.023 Einwohnern (31. Dezember 2024) die bevölkerungsreichste Stadt des Main-Tauber-Kreises und ein Mittelzentrum im Regionalverband Heilbronn-Franken.
Mergentheim wurde im Jahr 1058 erstmals urkundlich als „Mergintaim“ erwähnt und war von 1525 bis 1809 Dienstsitz des Hoch- und Deutschmeisters des Deutschen Ordens. Seit 1926 trägt die Stadt die Bezeichnung Bad; seit dem 1. April 1975 ist sie Große Kreisstadt. Mit den Gemeinden Assamstadt und Igersheim ist die Stadt die vereinbarte Verwaltungsgemeinschaft Bad Mergentheim eingegangen.

## Geographie

### Geographische Lage
Bad Mergentheim liegt in Tauberfranken, einem baden-württembergischen Teil Frankens in einer Talweitung der Tauber an der Einmündung der Wachbach. Die Kernstadt befindet sich direkt an der Tauber, während ein Großteil der Ortsteile in Seitentälern liegt.

### Klima
In Bad Mergentheim herrscht ein humides warmgemäßigtes Klima mit einer Jahresdurchschnittstemperatur von 10,5 Grad Celsius. In der Klimaklassifikation nach Köppen und Geiger wird Bad Mergentheim als Cfb eingestuft. Das Klima in Bad Mergentheim ist kontinental beeinflusst. Es zeichnet sich durch vergleichsweise starke Temperaturschwankungen zwischen Tag und Nacht aus. Die Topografie in Tauberfranken verursacht ein stark variierendes Klima auf kleinem Raum. Im Jahr fallen im Schnitt
652 Millimeter an Niederschlag. Der April ist mit 31 Millimetern Niederschlag der trockenste, der Juni mit 80 Millimetern Niederschlag der nasseste Monat. Begünstigt durch die Lage Bad Mergentheims im Taubertal und die niedrige Höhe über dem Meeresspiegel, ist Bad Mergentheim im Sommer einer der wärmsten Orte Deutschlands. Der Juli ist dabei mit 20,2 Grad Celsius der wärmste Monat des Jahres. Bad Mergentheim weist ein für Baden-Württemberg eher trockeneres Klima auf, da Bad Mergentheim nach Westen hin durch den Odenwald und nach Nordwesten durch den Spessart von feuchten Luftmassen abgeschirmt ist. In Bad Mergentheim-Neunkirchen wird eine Wetterstation betrieben.
|                        | Jan  | Feb  | Mär  | Apr  | Mai  | Jun  | Jul  | Aug  | Sep  | Okt  | Nov | Dez |   |      |
| Mittl. Temperatur (°C) | 2,6  | 3,0  | 5,6  | 10,1 | 13,5 | 19,1 | 20,2 | 20   | 15,1 | 10,6 | 5,2 | 3,3 | ⌀ | 10,7 |
| Mittl. Tagesmax. (°C)  | 5,4  | 8,3  | 11,9 | 17,8 | 20,3 | 26,3 | 28,1 | 27,6 | 22,6 | 16,6 | 8,9 | 6,2 | ⌀ | 16,7 |
| Mittl. Tagesmin. (°C)  | −0,2 | −1,5 | −0,2 | 2,7  | 6,5  | 11,8 | 12,3 | 13,0 | 8,8  | 5,6  | 1,9 | 0,6 | ⌀ | 5,1  |
|                        |      |      |      |      |      |      |      |      |      |      |     |     |   |      |
| Niederschlag (mm)      | 64   | 52   | 40   | 39   | 61   | 78   | 46   | 54   | 41   | 46   | 34  | 74  | Σ | 629  |

| −0,2 |

| −1,5 |

| −0,2 |

| 2,7 |

| 6,5 |

| 11,8 |

| 12,3 |

| 13,0 |

| 8,8 |

| 5,6 |

| 1,9 |

| 0,6 |

| −0,2 |

| −1,5 |

| −0,2 |

| 2,7 |

| 6,5 |

| 11,8 |

| 12,3 |

| 13,0 |

| 8,8 |

| 5,6 |

| 1,9 |

| 0,6 |

### Nachbargemeinden
Nachbargemeinden von Bad Mergentheim sind im Uhrzeigersinn
- im Main-Tauber-Kreis: Assamstadt, Boxberg, Lauda-Königshofen, Igersheim, Weikersheim und Niederstetten
- im Hohenlohekreis: Mulfingen und Dörzbach

### Stadtgliederung
Zu Bad Mergentheim gehören neben der Kernstadt Bad Mergentheim seit der Gemeindereform in den 1970er Jahren noch 13 ehemals selbstständige Gemeinden und heutige Stadtteile (Einwohnerzahlen vom 31. März 2004):
- Bad Mergentheim-Stadt (12.488 Einwohner; 16,512 km²) mit der Stadt Bad Mergentheim (⊙)[9] und den Wohnplätzen Drillberg (⊙)[10] und Willinger Tal (⊙)[11] sowie der abgegangenen Ortschaft Riet[12]
- Althausen (596; 12,642 km²) mit dem Dorf Althausen (⊙),[13] dem Gehöft Üttingshof (⊙)[14] sowie der abgegangenen Ortschaft Tainbach oder Deinbuch[15]
- Apfelbach (351; 9,105 km²) mit dem Dorf Apfelbach (⊙)[16] und dem Gehöft Staatsdomäne Apfelhof (⊙)[17] sowie der abgegangenen Ortschaft Hof[18]
- Dainbach (373, einziger badischer Stadtteil; 7,276 km²) mit dem Dorf Dainbach (⊙)[19]
- Edelfingen (1357; 7,480 km²) mit dem Dorf Edelfingen (⊙)[20]
- Hachtel (357; 8,261 km²) mit dem Dorf Hachtel (⊙)[21] sowie der abgegangenen Ortschaft Igelstrut[22]
- Herbsthausen (195) mit dem Dorf Herbsthausen (⊙)[23]
- Löffelstelzen (1000; 5,093 km²) mit dem Dorf Löffelstelzen (⊙)[24] sowie den abgegangenen Ortschaften Kettenburg[25] und Laubertsbronn[26]
- Markelsheim (1986; 15,118 km²) mit dem Dorf Markelsheim (⊙),[27] dem Wohnplatz Schneidmühle (⊙)[28] sowie der abgegangenen Ortschaft Asbach[29]
- Neunkirchen (850; 2,557 km²) mit dem Dorf Neunkirchen (⊙)[30]
- Rengershausen (484; 10,669 km²) mit dem Dorf Rengershausen (⊙)[31] sowie der abgegangenen Ortschaft Buchele[32]
- Rot (263; 8,183 km²) mit dem Dorf Rot (⊙)[33] und den Ortsteilen Dörtel (⊙)[34] und Schönbühl (⊙)[35]
- Stuppach (683; 15,301 km²) mit dem Dorf Stuppach (⊙)[36] und den Ortsteilen Lillstadt (⊙)[37] und Lustbronn (⊙)[38]
- Wachbach (1304; 8,188 km²) mit dem Dorf Wachbach (⊙)[39] und dem Wohnplatz Schafhof (⊙)[40]

Mit Ausnahme von Bad Mergentheim-Stadt bilden die Stadtteile mit zugehörigen Ortsteilen Ortschaften im Sinne der baden-württembergischen Gemeindeordnung; in den Ortschaften Rot und Stuppach wird die Unechte Teilortswahl entsprechend angewendet. Die Stadtteile und Ortsteile bilden jeweils Wohnbezirke im Sinne der baden-württembergischen Gemeindeordnung.
Die 14 Stadtteile sind in fünf Wohnbezirke im Sinne der baden-württembergischen Gemeindeordnung gegliedert:
- Wohnbezirk I mit Bad Mergentheim-Stadt
- Wohnbezirk II mit Althausen, Neunkirchen, Rengershausen und Stuppach
- Wohnbezirk III mit Dainbach, Edelfingen und Löffelstelzen
- Wohnbezirk IV mit Apfelbach und Markelsheim
- Wohnbezirk V mit Hachtel, Herbsthausen, Rot und Wachbach

### Raumplanung
Bad Mergentheim bildet ein Mittelzentrum innerhalb der Region Heilbronn-Franken, in der Heilbronn als Oberzentrum ausgewiesen ist. Zum Mittelbereich Bad Mergentheim gehören noch die Gemeinden im Süden des Main-Tauber-Kreises Ahorn, Assamstadt, Boxberg, Creglingen, Igersheim, Niederstetten und Weikersheim.

### Schutzgebiete
In Bad Mergentheim gibt es drei Landschafts- und vier Naturschutzgebiete:
- Landschaftsschutzgebiet Igersheim: 497,4 ha; Gemarkungen Bad Mergentheim und Igersheim; seit 1979.
- Landschaftsschutzgebiet Bad Mergentheim: 4.044,0 ha; Gemarkung Bad Mergentheim; seit 2005.
- Landschaftsschutzgebiet Weikersheim: 2.718,0 ha; Gemarkungen Bad Mergentheim, Creglingen, Niederstetten und Weikersheim; seit 1993.
- Naturschutzgebiet Birkenberg: 26,0 ha; Stadt Bad Mergentheim, Gemarkungen Mergentheim und Edelfingen
- Naturschutzgebiet Kleines Knöckle: 6,1 ha; Stadt Bad Mergentheim, Gemarkung Althausen
- Naturschutzgebiet Neuhaus: 79,4 ha; Gemarkungen Mergentheim und Igersheim
- Naturschutzgebiet Ringelstaler-Weinhalde: 90 ha; Stadt Bad Mergentheim, Gemarkung Edelfingen und Stadt Lauda-Königshofen, Gemarkung Unterbalbach

Daneben gibt es auf dem Gebiet der Stadt Bad Mergentheim insgesamt 59 als Naturdenkmal geschützte Objekte.
Die folgenden FFH-Gebiete liegen teilweise auf der Gemarkung von Bad Mergentheim: Jagsttal Dörzbach-Krautheim, Taubergrund Weikersheim-Niederstetten und Westlicher Taubergrund.
Das mit Rechtsverordnung vom 7. November 1994 ausgewiesene Wasserschutzgebiet Bad Mergentheim I mit der WSG-Nr. 128129 umfasst eine geschützte Fläche von 4.070,64 Hektar. Es ist damit eines der größten Wasserschutzgebiete im Main-Tauber-Kreis. Daneben gibt es noch neun weitere Wasserschutzgebiete im Gebiet der Stadt Bad Mergentheim.

### Flächenaufteilung
Nach Daten des Statistischen Landesamtes, Stand 2014.

## Geschichte

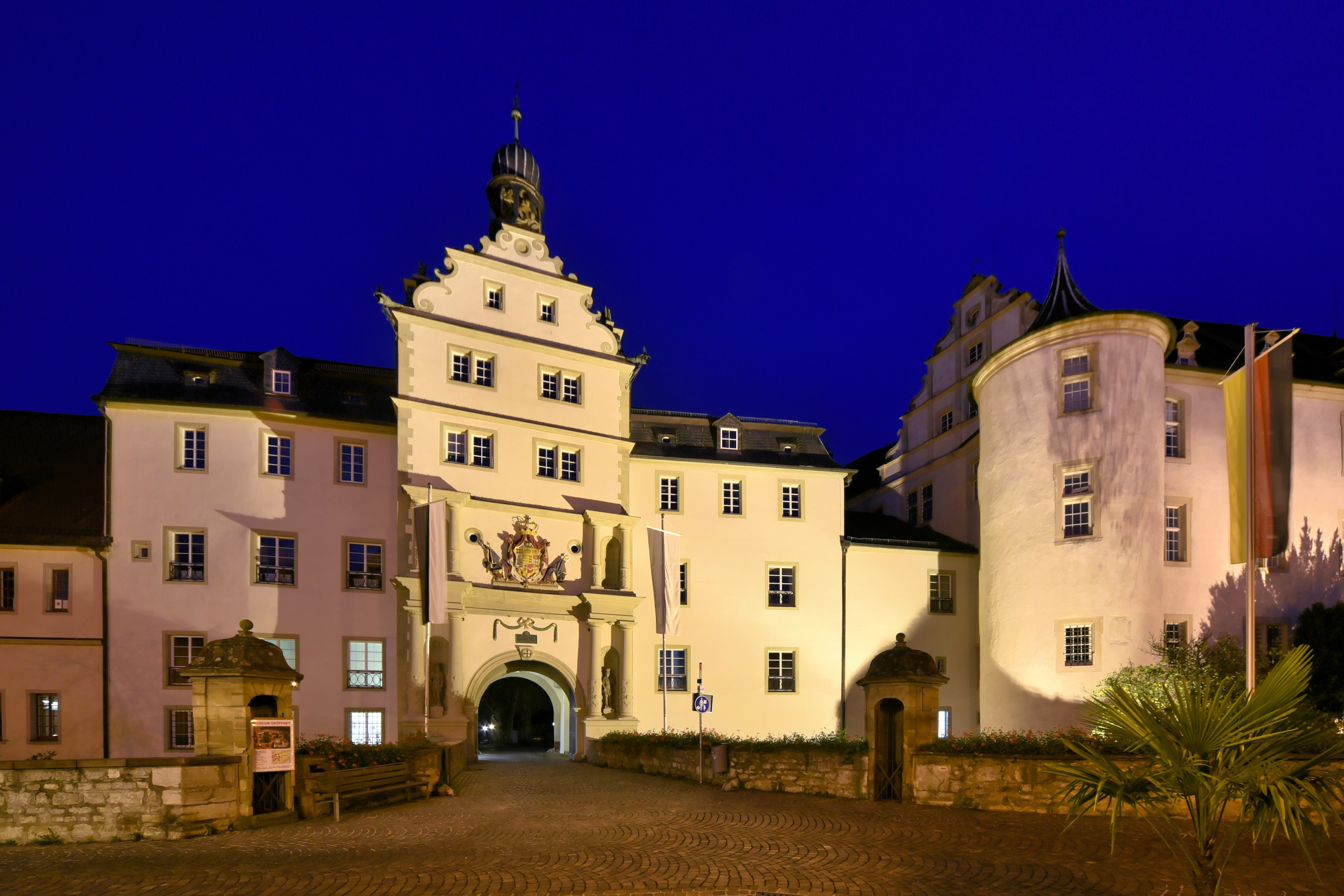
Torhaus des Deutschordensschlosses

### Mittelalter
Mergentheim wurde erstmals am 12. Juni 1058 urkundlich erwähnt als „Mergintaim“ (comitatus Mergintaim in pago Tubergewe, Grafschaft Mergentheim im Taubergau). Während der Zeit der Stammesherzogtümer gehörte die Stadt zum Herzogtum Franken. 1219 schenkten die Brüder Andreas, Friedrich und Heinrich von Hohenlohe dem Deutschen Orden Besitz und Rechte in Mergentheim, damit wurde es Kommende des Deutschen Ordens und der Grundstein für die Stadtwerdung und für die Deutschordensresidenz war somit gelegt. 1280 wurden der Siedlung die Zollrechte von Herzog Johann von Lothringen zuerkannt. Am 2. Juli 1340 wurde Mergentheim auf Bitten des Deutschmeisters Wolfgang von Nellenburg durch Kaiser Ludwig den Bayern zur Stadt erhoben.

### Neuzeit
Von 1526 bis 1809 war Mergentheim Hauptsitz des Deutschen Ordens (Sitz des Hochmeisters) und gehörte zur Deutschordensballei Franken. Dessen Kammergut war das Meistertum Mergentheim.
Aus den Hexenverfolgungen in Mergentheim von 1539 bis 1665 sind bisher 74 Opfer namentlich bekannt. 69 Menschen überlebten die Hexenprozesse nicht. Am 11. September 1629 wurde Magdalena Nachtrab, Frau des Bürgermeisters und Apothekers Paul Nachtrab, verhaftet und am 22. September hingerichtet. Die Konfiskationssumme betrug 1800 Gulden. Aus den Hexenverfolgungen in Markelsheim von 1617 bis 1638 sind bisher 91 Opfer namentlich bekannt. 81 überlebten die Hexenprozesse nicht.
Im 17. und 18. Jahrhundert bezeichnen Quellen das damalige Mergentheim auch als Mergenthal (vgl. Märchedol im Dialekt) bzw. Marienthal, lateinisch als Mariae Domus (Marienhaus) bzw. Vallis Mariae virginis (Tal der Jungfrau Maria).

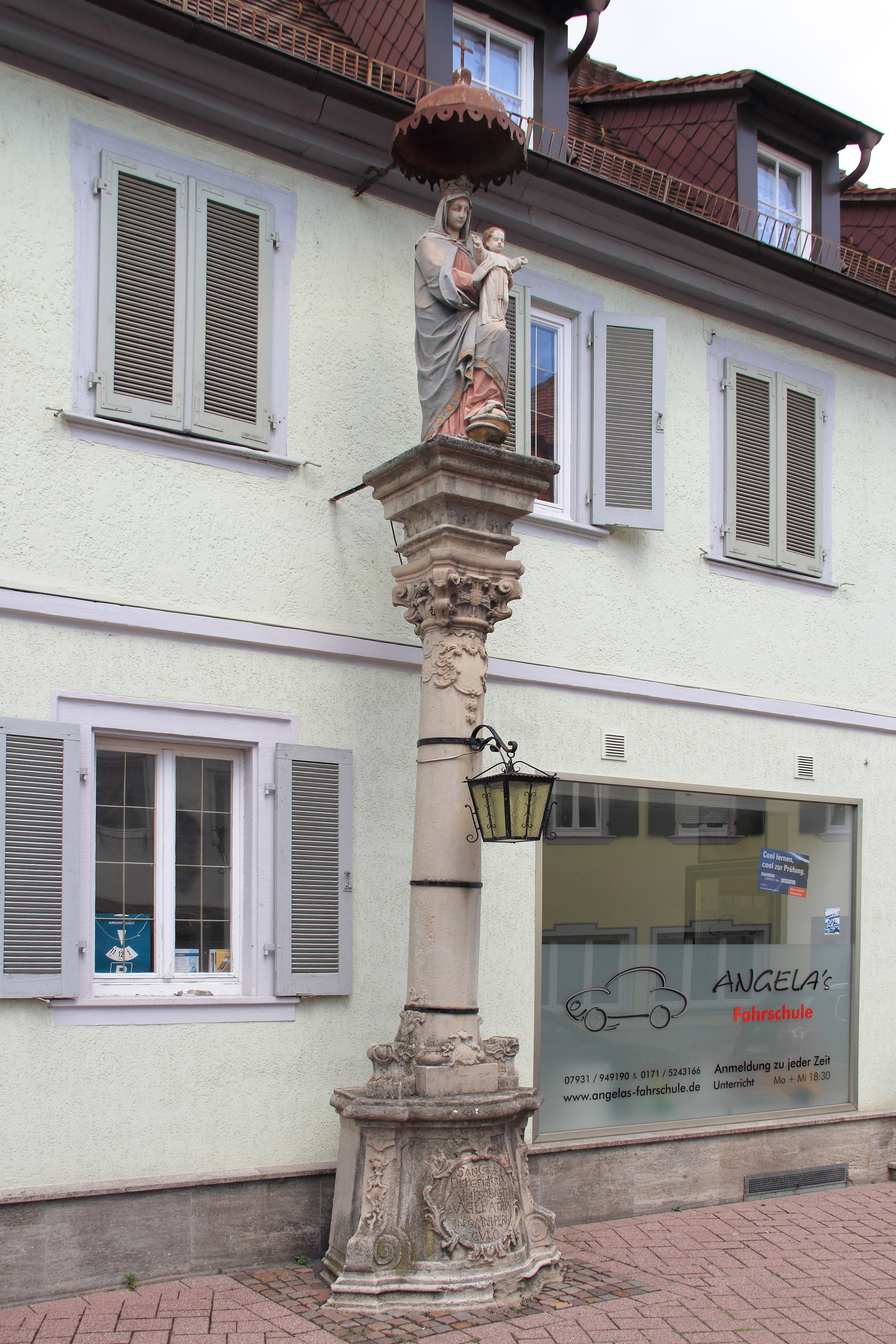
Pestsäule aus dem Jahr 1740 zur Erinnerung an die Pestepidemie 1554.

Ab 1809 gehörte die Stadt zum Königreich Württemberg und wurde zum Sitz des gleichnamigen württembergischen Oberamtes. Ein im Juni 1809 ausbrechender Aufstand gegen die neue Herrschaft, der sich an der Rekrutenaushebung entzündete, wurde von württembergischen Truppen unterdrückt, wobei das Schloss unversehrt blieb und es Todesurteile gegen die Rädelsführer gab. 1826 wurden die Wilhelmsquelle und später weitere Heilquellen wiederentdeckt, aufgrund derer Mergentheim zur Badestadt wurde. 1869 erfolgte mit der Eröffnung der Bahnstrecke Crailsheim–Königshofen der Anschluss der Stadt an das Eisenbahnnetz. Mergentheim war auch Garnison der Württembergischen Armee. So war hier zeitweise der Standort des II. Bataillons des 4. Regiments. 1926 bekam die Stadt das Prädikat Bad verliehen. 1934 wurde das Oberamt Mergentheim in Kreis Mergentheim umbenannt und 1938 in den Landkreis Mergentheim überführt.
In der Reichspogromnacht vom 9. auf den 10. November 1938 wurde die Bad Mergentheimer Synagoge an der Holzapfelgasse 15 aufgebrochen und beschmiert. Wie an vielen anderen Synagogen wurden dabei auch hier die Fenster zerstört und der Rabbiner Dr. Kahn gedemütigt und zusammengeschlagen. Die Synagoge wurden wegen der Gefährdung umstehender Gebäude nicht in Brand gesetzt, die verbliebenen Gemeindeangehörigen versammelten sich nun im Gemeindehaus. Die Schaufenstern des Schuhgeschäfts Springmann in der Bahnhofstraße wurden ebenfalls durch NSKK- und SA-Angehörige zerstört. Etliche jüdische Männer wurden in „Schutzhaft“ genommen. 1978 wurde ein Denkmal zu diesen Geschehnissen auf dem Gelände der evangelischen Kirchengemeinde aufgestellt. Auch im Innenhof der Grund- und Realschule St. Bernhard auf dem Grundstück der 1957 abgebrochenen Synagoge erinnert eine Gedenktafel an die Opfer der Shoa.

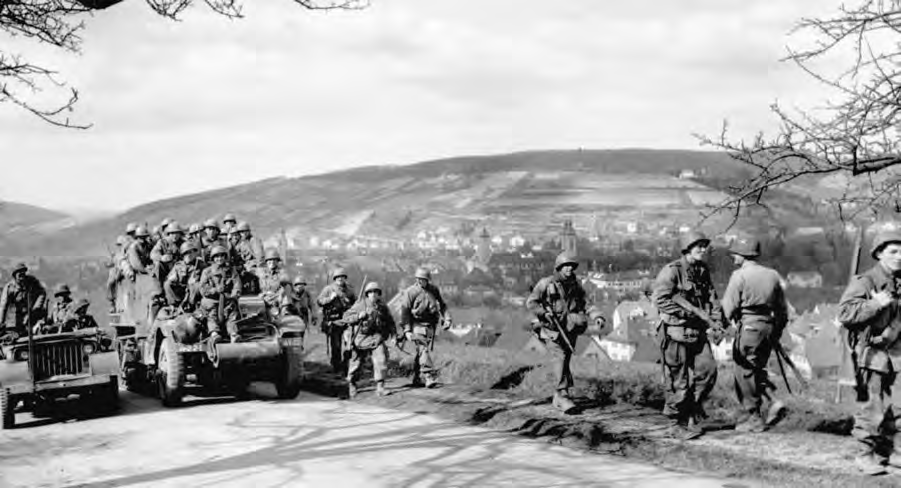
Amerikanische Soldaten 1945 bei Bad Mergentheim

Bad Mergentheim war während des Zweiten Weltkriegs Lazarettstadt, in der unter anderem Hotels und Kuranstalten zu diesem Zweck beschlagnahmt wurden, und blieb als solche von großen Angriffen verschont. Nach dem Ende des Krieges 1945 gehörte Bad Mergentheim zur Amerikanischen Besatzungszone. Die amerikanische Militärverwaltung richtete ein DP-Lager ein zur Unterbringung so genannter Displaced Persons (DP). Die meisten von ihnen stammten aus Litauen.
Der Landkreis Mergentheim bestand bis zur Kreisreform zum 1. Januar 1973, als er Bestandteil des neuen Main-Tauber-Kreises wurde. Dadurch verlor Bad Mergentheim seine Funktion als Kreisstadt zugunsten von Tauberbischofsheim.
Ab 1972 wurden im Zuge der Gemeindereform 13 bis dato selbstständige Gemeinden, teilweise mit weiteren zugehörigen Wohnplätzen, nach Bad Mergentheim eingemeindet. Infolgedessen überschritt die Einwohnerzahl der Stadt Bad Mergentheim 1975 die Grenze von 20.000. Daraufhin stellte die Stadtverwaltung den Antrag auf Erhebung zur Großen Kreisstadt, was die Landesregierung von Baden-Württemberg mit Wirkung vom 1. April 1975 beschloss.
Von 1962 bis 1993 war in der Stadt der Stab der Panzerbrigade 36 „Mainfranken“ der Bundeswehr stationiert.

## Bevölkerung

### Religionen

#### Christentum

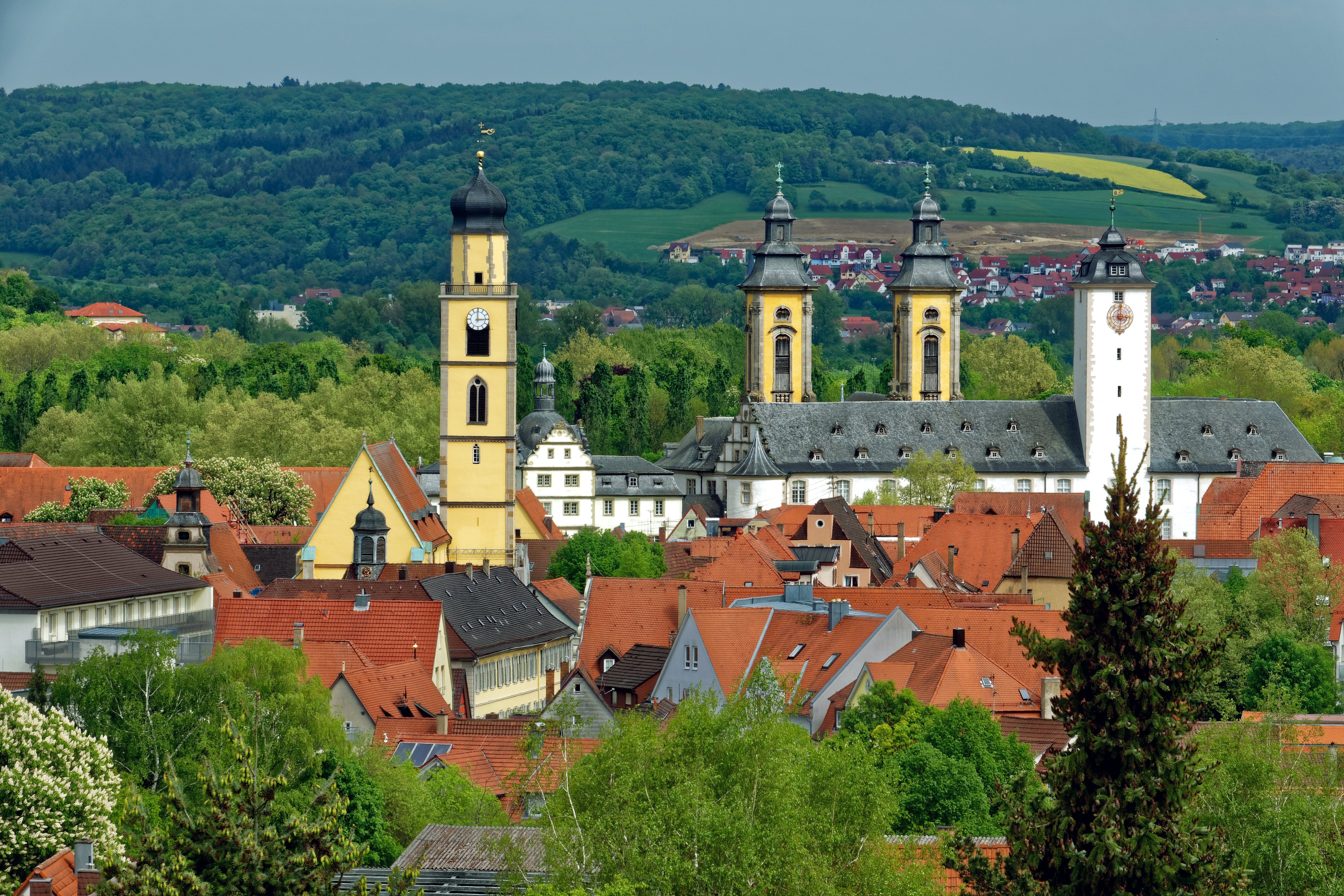
Blick über Bad Mergentheim mit den Türmen des Münsters und der Schlosskirche

Das Gebiet der Stadt Bad Mergentheim gehörte ursprünglich zum Bistum Würzburg. Die Reformation konnte sich in der ursprünglichen Stadt zunächst nicht durchsetzen, doch wurde während der Schwedenzeit das lutherische Bekenntnis eingeführt, als der katholische Pfarrer zum Protestantismus übertrat. Die Gottesdienste wurden zunächst in der St.-Johannes-Kirche, dann in der Marienkirche abgehalten. Die katholischen Gottesdienste wurden in jener Zeit in der Schlosskirche gehalten. Nach Rückkehr des Hochmeisters von Stadion wurde die Stadt jedoch wieder fast vollständig rekatholisiert. Die Gemeinde gehörte zunächst noch zum Bistum Würzburg, wurde dann nach dem Übergang an Württemberg ab 1814 Teil des Generalvikariats Ellwangen, bevor sie 1821/1827 der neu gegründeten Diözese Rottenburg (heute Rottenburg-Stuttgart) zugeordnet wurde. Bad Mergentheim wurde Sitz eines Dekanats. Die heutigen Pfarrgemeinden im Stadtgebiet gehören zu zwei Seelsorgeeinheiten. Zur Seelsorgeeinheit 1a gehören die Gemeinden St. Gumbert Apfelbach, St. Johann Baptist Bad Mergentheim mit Filialkapelle in Edelfingen, Zur heiligsten Dreifaltigkeit Löffelstelzen und St. Kilian Markelsheim, zur Seelsorgeeinheit 1b gehören die Gemeinden Maria Krönung Stuppach, St. Leonhard Rengershausen, Filialkirchengemeinde St. Pius Laibach, St. Georg Wachbach, St. Petrus und Paulus Rot und Filialkirchengemeinde Mariä Himmelfahrt Hachtel.
Der ehemals badische Stadtteil Dainbach hat eine neugotische katholische Kapelle aus dem Jahr 1900. Die Gemeindeglieder gehören zur ebenfalls badischen Nachbarpfarrei Unterschüpf und damit zum Erzbistum Freiburg. Die Stadtteile Althausen, Edelfingen, Neunkirchen und Herbsthausen sind überwiegend evangelische Orte.
Nach dem Übergang an Württemberg gründete sich in der Kernstadt Bad Mergentheim wieder eine protestantische Gemeinde, die 1815 die Schlosskirche als Gottesdienstraum erhielt. Einen eigenen Pfarrer bekam die Gemeinde ab 1825. Die Gemeinde ist von Anfang an Glied der Evangelischen Landeskirche in Württemberg. Bad Mergentheim wurde seinerzeit zwar Sitz des Oberamtes, die kirchliche Verwaltung, das Dekanatamt, war und blieb jedoch in Weikersheim. Daher gehört die Kirchengemeinde Bad Mergentheim bis heute zum Kirchenbezirk Weikersheim.
Neben der Kernstadtgemeinde Bad Mergentheim gibt es in den Stadtteilen Althausen, Edelfingen, Herbsthausen, Markelsheim, Neunkirchen und Wachbach jeweils eine eigene evangelische Kirchengemeinde bzw. Kirche. Letztere ist auch für Hachtel zuständig. Die Kirchengemeinde Dainbach gehört bis heute zur Evangelischen Landeskirche in Baden (Kirchenbezirk Adelsheim-Boxberg).
In einzelnen heutigen Stadtteilen ist die konfessionelle Entwicklung eine andere: So waren Edelfingen und Wachbach überwiegend lutherisch, weil sie gemeinsam mit den Herren von Adelsheim verwaltet wurden. Neunkirchen war ein würzburgisch-hohenlohisches Kondominium und hatte daher gleichfalls eine starke lutherische Gemeinde.

#### Freikirchliche Gemeinden
Neben den beiden großen Kirchen sind in Bad Mergentheim auch freikirchliche Gemeinden vertreten, darunter eine Gemeinde der Gemeinschaft der Siebenten-Tags-Adventisten und die 1991 gegründete Evangelisch-Freikirchliche Gemeinde (Baptisten). Auch eine neuapostolische Gemeinde ist in Bad Mergentheim ansässig. Des Weiteren gibt es ein Gemeinschaftshaus der Bahai, eine Altpietistische Gemeinschaft und eine Liebenzeller Gemeinschaft.

#### Judentum
Juden gab es in Mergentheim seit dem Mittelalter bis zur Zeit des Nationalsozialismus.
Seit dem 18. Jahrhundert war Mergentheim Sitz eines Rabbiners. Von 1828/32 bis 1939 bestand in Mergentheim eines der württembergischen Bezirksrabbinate.
In den Bad Mergentheimer Stadtteilen bestanden die jüdischen Gemeinden Markelsheim, Neunkirchen und Wachbach.

### Eingemeindungen
Folgende Gemeinden wurden nach Bad Mergentheim eingegliedert. Soweit nicht anders angegeben, gehörten alle zum Landkreis Mergentheim:
- 1. Januar 1972: Althausen, Apfelbach, Löffelstelzen, Markelsheim, Neunkirchen[61]
- 15. Februar 1972: Rengershausen, Stuppach[61]
- 1. Dezember 1972: Dainbach (Landkreis Tauberbischofsheim)[62]
- 1. September 1973: Herbsthausen, Rot[63]
- 31. Dezember 1974: Hachtel, Wachbach[63]
- 1. Januar 1975: Edelfingen[63]

### Einwohnerentwicklung
Einwohnerzahlen nach dem jeweiligen Gebietsstand. Die Zahlen sind Schätzungen, Volkszählungsergebnisse oder amtliche Fortschreibungen der jeweiligen Statistischen Ämter (nur Hauptwohnsitze).
| Jahr             | Einwohnerzahlen |
| ---------------- | --------------- |
| 1660             | 1.064           |
| 1810             | 2.901           |
| 1834             | 2.702           |
| 1855             | 2.917           |
| 3. Dezember 1871 | 3.713           |
| 3. Dezember 1880 | 4.445           |
| 3. Dezember 1890 | 4.397           |
| 1. Dezember 1900 | 4.372           |
| 1. Dezember 1910 | 4.747           |
| 16. Juni 1925    | 5.430           |
| 16. Juni 1933    | 6.191           |
| 17. Mai 1939     | 7.674           |
| Dezember 1945    | 8.031           |

| Jahr               | Einwohnerzahlen |
| ------------------ | --------------- |
| 13. September 1950 | 10.184          |
| 6. Juni 1961       | 11.608          |
| 27. Mai 1970       | 12.616          |
| 31. Dezember 1975  | 19.895          |
| 31. Dezember 1980  | 19.121          |
| 25. Mai 1987       | 19.560          |
| 31. Dezember 1990  | 21.567          |
| 31. Dezember 1995  | 22.568          |
| 31. Dezember 2000  | 22.172          |
| 31. Dezember 2005  | 22.486          |
| 31. Dezember 2010  | 22.394          |
| 31. Dezember 2015  | 23.064          |
| 31. Dezember 2020  | 24.034          |

## Politik

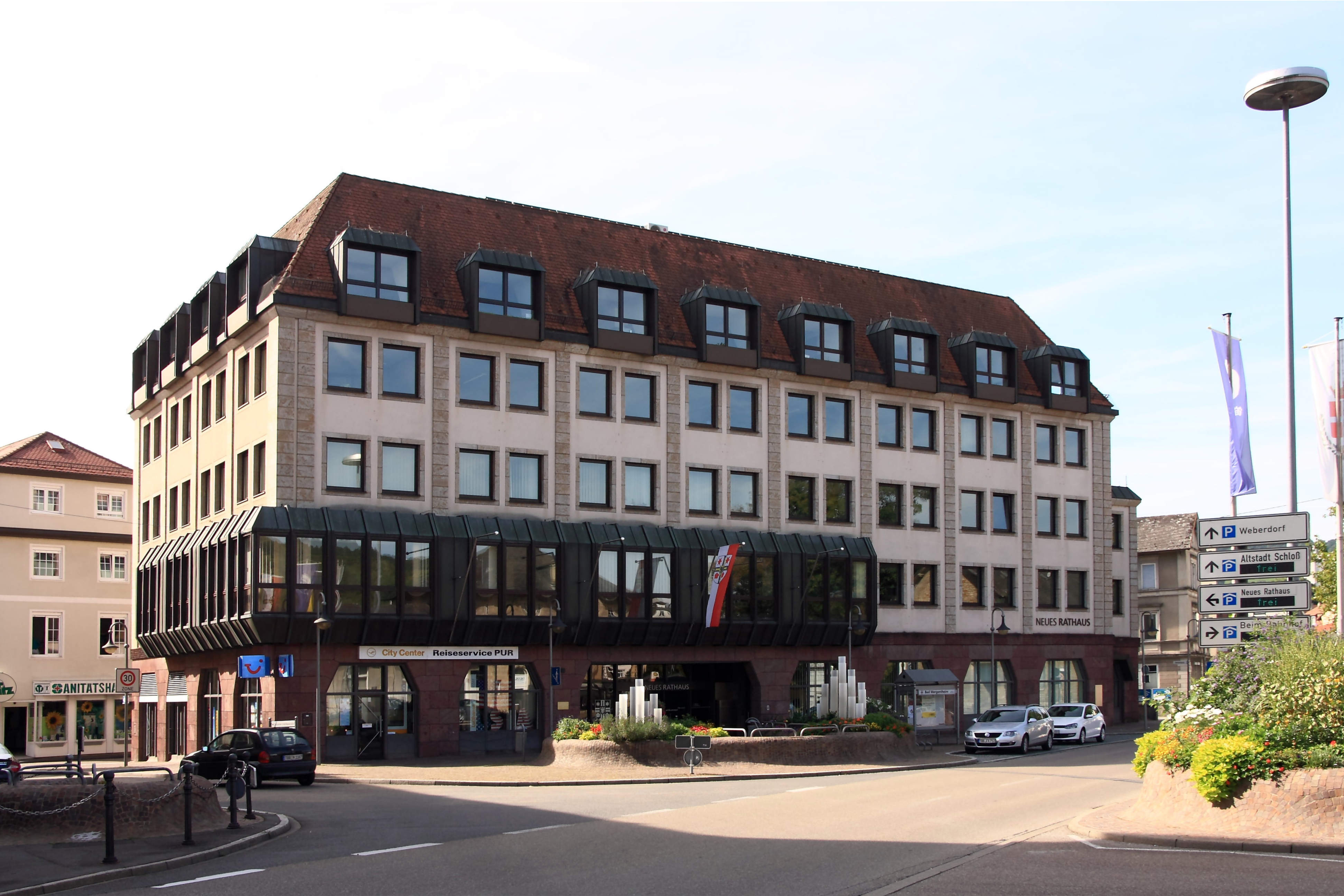
Das Neue Rathaus von Bad Mergentheim, ehemaliger Hauptsitz des Bankhauses Partin

Als Große Kreisstadt unterliegt Bad Mergentheim der Fachaufsicht des Regierungspräsidiums. Zuständig ist der Regierungspräsident in Stuttgart. Der sonst für die Kommunalaufsicht zuständige Landkreis ist lediglich für die Rechtsaufsicht zuständig. Das führt zu einer größeren Unabhängigkeit im Vergleich zu anderen kreisangehörigen Städten und Gemeinden.
Bad Mergentheim liegt im Bundestagswahlkreis 276 Odenwald-Tauber.

### Gemeinderat
Der Gemeinderat hat normalerweise 28 ehrenamtliche Mitglieder, die für fünf Jahre gewählt werden. Die Gemeinderäte führen die Bezeichnung Stadträtin/Stadtrat. Die Zahl der Mitglieder kann sich durch Ausgleichssitze erhöhen (2024: 38 Sitze; 2019: 33; 2014: 31). Hinzu kommt der Bürgermeister als stimmberechtigter Gemeinderatsvorsitzender.
Die Unechte Teilortswahl garantiert in Baden-Württemberg Ortsteilen einer Gemeinde eine festgelegte Anzahl von Sitzen. In Bad Mergentheims sind hierzu mehrere Stadtteile zu Wohnbezirken zusammengefasst: Der Hauptort Bad Mergentheim-Stadt bildet den Wohnbezirk I, die Stadtteile Althausen, Neunkirchen, Rengershausen und Stuppach bilden zusammen den Wohnbezirk II, Wohnbezirk III besteht aus Dainbach, Edelfingen und Löffelstelzen, Wohnbezirk IV wird von Apfelbach und Markelsheim gebildet, und zum Wohnbezirk V gehören Hachtel, Herbsthausen, Rot und Wachbach. Bei Gemeinderatswahlen stehen Bad Mergentheim-Stadt (Wohnbezirk I) mindestens 16 Sitze zu, aus den vier weiteren Wohnbezirken kommen jeweils mindestens drei Gemeinderäte.
Die Gemeinderatswahl am 9. Juni 2024 führte zu folgendem Ergebnis (mit Vergleichszahlen zu 2014):
| Gemeinderat 2024    | Gemeinderat 2024 | Gemeinderat 2024 |               | 2019   | 2019 |
| Partei / Liste      | Stimmenanteil    | Sitze            | Stimmenanteil | Sitze  |      |
| CDU                 | 36,9 %           | 14               | 42,3 %        | 14     |      |
| Grüne               | 14,1 %           | 5                | 20,5 %        | 7      |      |
| SPD                 | 8,5 %            | 3                | 11,1 %        | 4      |      |
| FDP                 | 4,2 %            | 2                | 5,3 %         | 2      |      |
| FW                  | 17,6 %           | 7                | 19,2 %        | 6      |      |
| PRO BAD MERGENTHEIM | 17,8 %           | 7                | –             | –      |      |
| EB A. Kreis         | 1,0 %            | 0                | –             | –      |      |
| Wahlbeteiligung     | 60,6 %           | 60,6 %           | 55,3 %        | 55,3 % |      |

### Bürgermeister

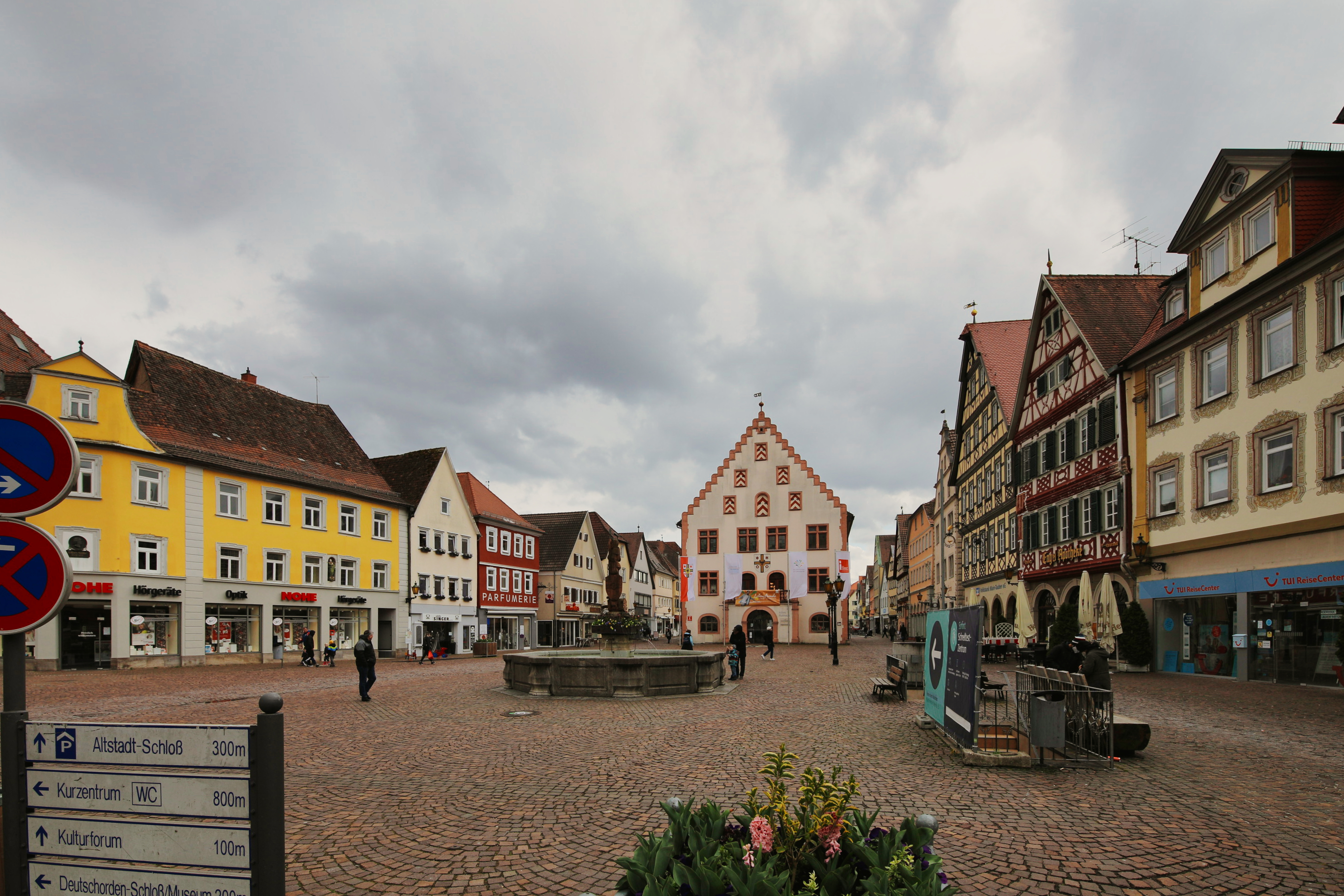
Blick über den Marktplatz zum Alten Rathaus im Frühjahr 2022

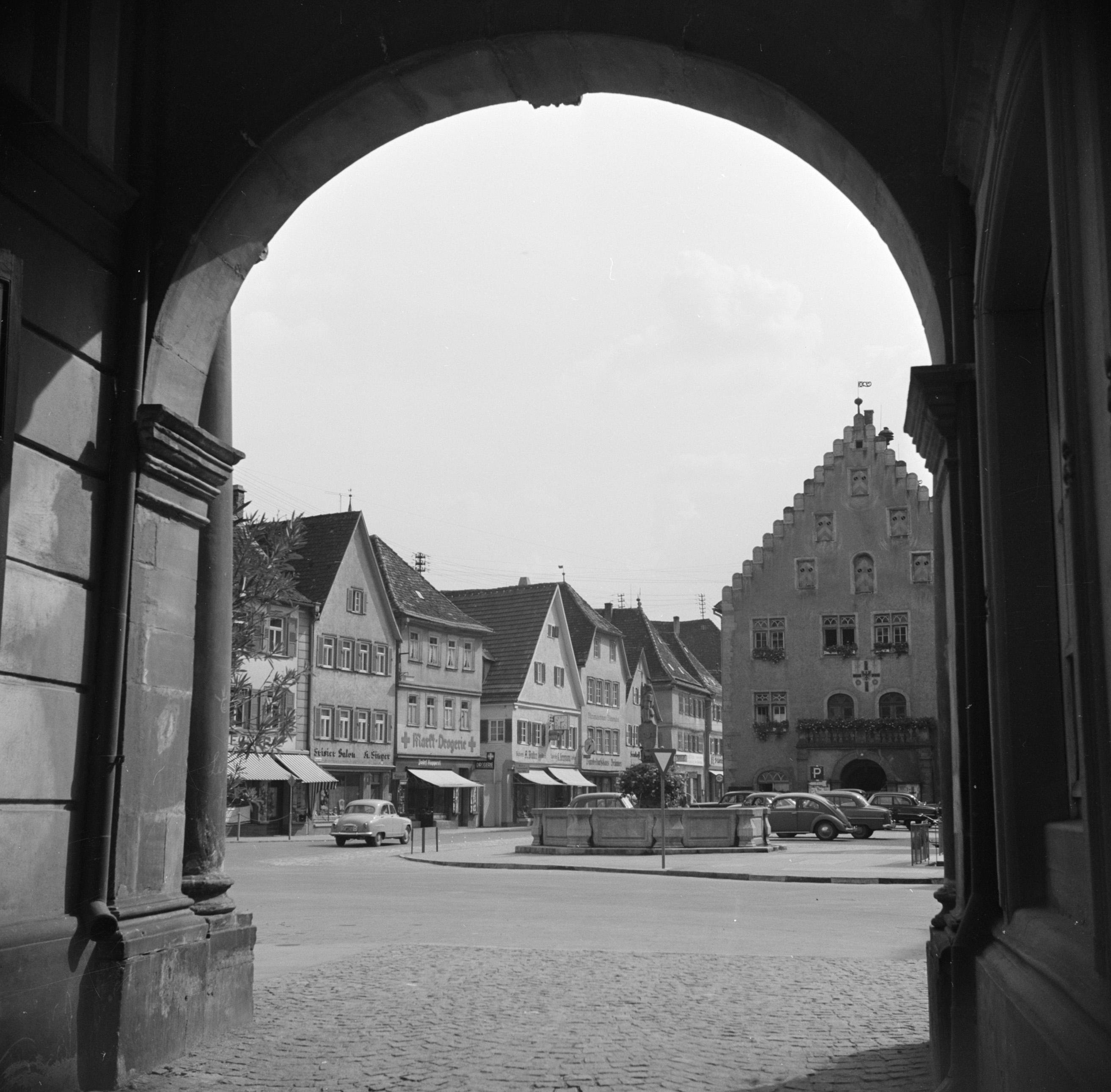
Marktplatz von Bad Mergentheim im Jahr 1953

An der Spitze der Gemeinde stand ursprünglich der Schultheiß. Nach der Stadterhebung traten an dessen Stelle der Oberamtsbürgermeister und der Unterbürgermeister. 1784 wurde die Stadtverwaltung umgebildet. Danach gab es ein Stadtgericht mit einem Stadtschultheißen als Vorsitzenden. Ihm standen drei Assessoren zur Seite. Nach dem Übergang an Württemberg leitete der Stadtschultheiß, später der Bürgermeister die Stadtverwaltung. Seit 1. April 1975, als Bad Mergentheim Große Kreisstadt wurde, trägt das Stadtoberhaupt die Amtsbezeichnung Oberbürgermeister. Er wird für acht Jahre direkt gewählt. Er ist Vorsitzender des Gemeinderats, der für fünf Jahre gewählt wird.
Seit 2011 ist Udo Glatthaar Oberbürgermeister von Bad Mergentheim. Im Februar 2019 wurde er mit 93,33 Prozent der Stimmen wiedergewählt.
Siehe auch: Liste der Bürgermeister von Bad Mergentheim

### Wappen
Das Wappen der Stadt Bad Mergentheim zeigt „in Silber ein durchgehendes schwarzes Kreuz, belegt mit einem goldenen Kreuz, im goldenen Herzschild ein schwarzer Adler; in den Winkeln oben je ein sechsstrahliger, sinkender roter Stern, unten je eine fünfblättrige rote Rose“. Die Stadtflagge ist rot-weiß.
Das Stadtwappen ist schon viele hundert Jahre alt und wurde in der Blasonierung 1942 offiziell festgelegt. Es handelt sich um das Hochmeisterkreuz, das vom Hochmeisterwappen abgeleitet ist. Die Sterne und Rosen sind Symbole Mariens, welche Patronin des Ordens ist. Die Stadtflagge wurde erst am 17. April 1967 durch das Innenministerium Baden-Württemberg verliehen.

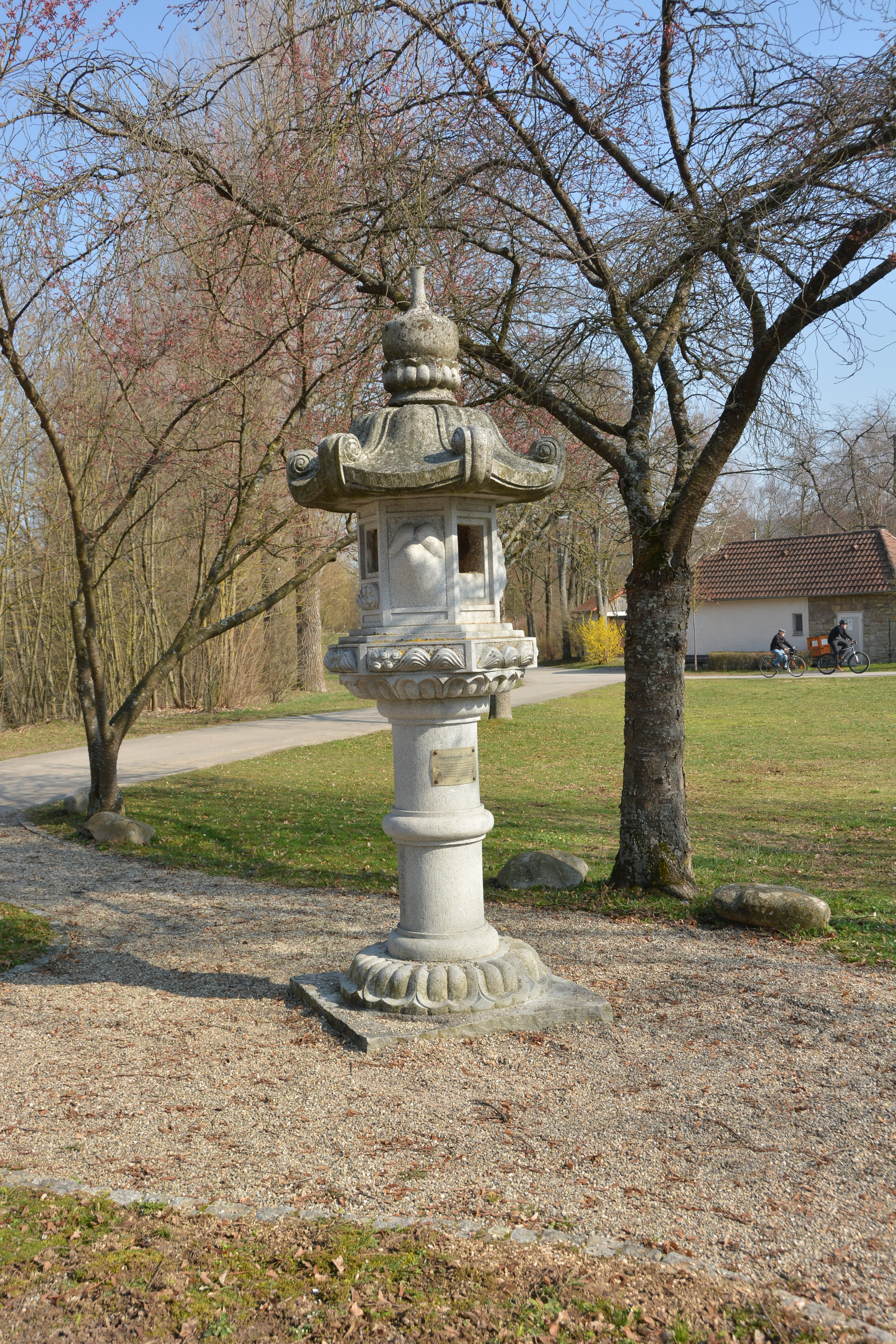
Japanische Steinlaterne, Gastgeschenk der Stadt Isawa

### Städtepartnerschaften
Bad Mergentheim unterhält Partnerschaften mit folgenden Städten:
- Digne-les-Bains, Alpes-de-Haute-Provence, Frankreich, seit 24. Juni 1962
- Sainte-Marie-du-Mont, Normandie, Frankreich, seit 28. Mai 1967 (Partnerschaft mit dem 1975 eingemeindeten Stadtteil Edelfingen)
- Borgomanero, Provinz Novara, Italien, seit 10. September 2005
- Fuefuki, Japan – „Fahnenfreundschaft“ mit der ehemals eigenständigen Gemeinde Isawa, seit 26. Mai 1991 – Bekräftigung der Freundschaft mit Fuefuki am 17. Oktober 2007

### Verwaltungsgemeinschaft
Die Stadt Bad Mergentheim bildet mit den Gemeinden Assamstadt und Igersheim zur gemeinsamen Erledigung ihrer Verwaltungsgeschäfte die vereinbarte Verwaltungsgemeinschaft Bad Mergentheim.

## Wirtschaft und Infrastruktur

### Verkehr

#### Straße
Bad Mergentheim ist über die Bundesautobahn 81 Würzburg – Stuttgart (Anschlussstellen Boxberg, Ahorn oder Tauberbischofsheim) zu erreichen.
Das Stadtgebiet wird durch die Bundesstraßen 19 (Eisenach – Meiningen – Werneck – Würzburg – Bad Mergentheim – Ulm – Oberstdorf) und 290 (Tauberbischofsheim – Bad Mergentheim – Aalen, Ostalbkreis) erschlossen.

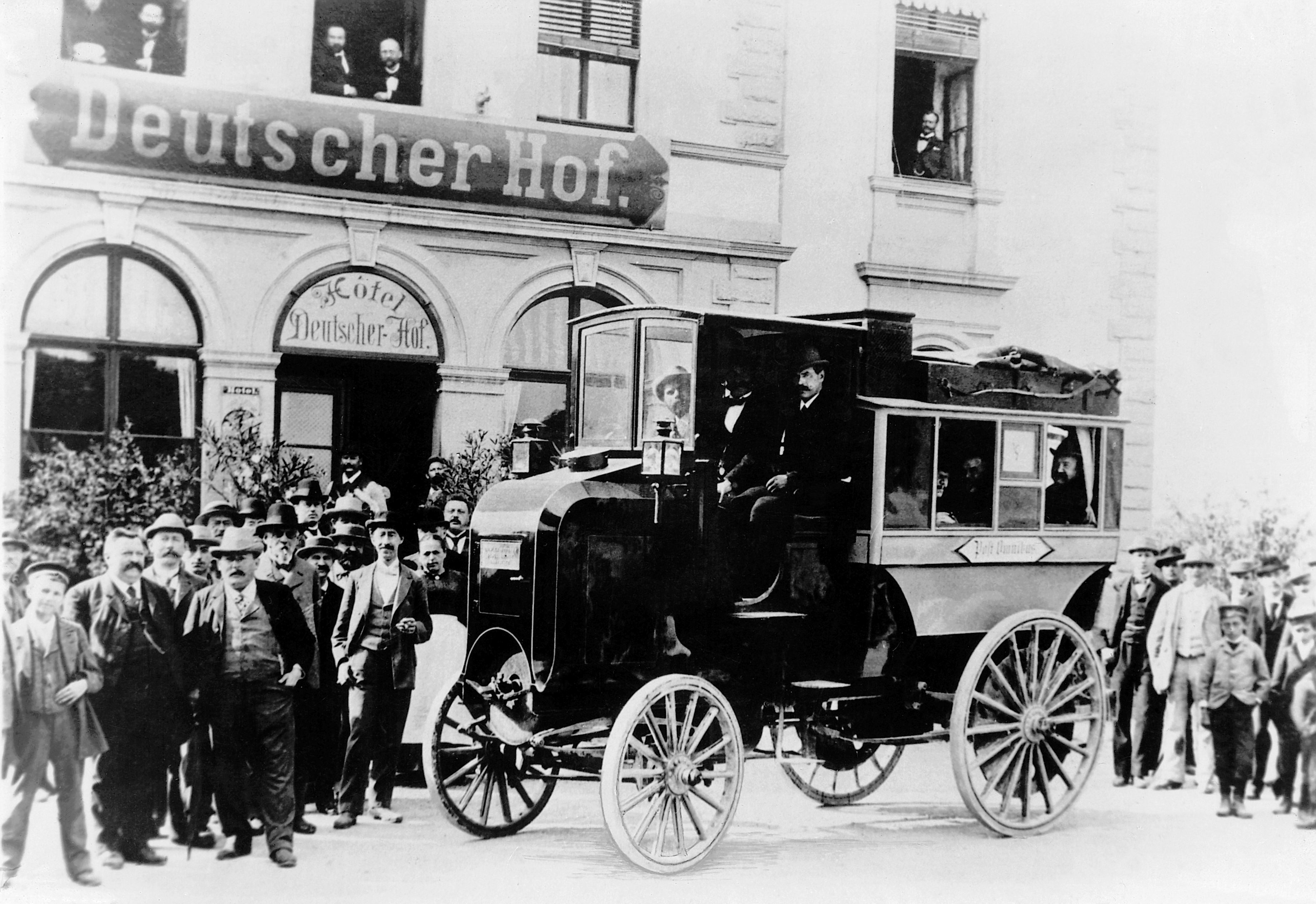
Post-Omnibus des Jahres 1898 vor dem Deutschen Hof in Bad Mergentheim

#### Öffentlicher Personenverkehr
Bad Mergentheim liegt an der Bahnstrecke Crailsheim–Königshofen. Von ihrer Eröffnung 1869 bis zum Ende der Länderbahnzeit 1920 verfügte der Bahnhof durch seine besondere Bedeutung als Wechselstation zwischen den Königlich Württembergischen Staats-Eisenbahnen und den Großherzoglich Badischen Staatseisenbahnen über umfangreiche Anlagen.
Zum 1. Januar 2006 gingen die Strecke und der Betrieb zur Deutsche-Bahn-Tochtergesellschaft Westfrankenbahn über. Werktags gibt es einen ungefähren Stundentakt nach Crailsheim und wechselnd nach Aschaffenburg und Würzburg.
Anschlüsse an den Schienenpersonenfernverkehr der Deutschen Bahn bestehen in Würzburg und Crailsheim. Zwischen 1968 und 1989 gab es auch direkte Kurswagen-Verbindungen mit Hamburg und Dortmund.
Den öffentlichen Personennahverkehr bedienen mehrere Buslinien im Auftrag der Verkehrsgemeinschaft Main-Tauber (VGMT) im Verkehrsverbund Rhein-Neckar (VRN).

#### Radverkehr
Durch eine Alltagsroute aus dem Radnetz Baden-Württemberg ist Bad Mergentheim über den Stadtteil Edelfingen und über Lauda-Königshofen mit Tauberbischofsheim und in der anderen Richtung über Igersheim, den Stadtteil Markelsheim und über Weikersheim, Niederstetten und Schrozberg mit Crailsheim verbunden.
Zudem bestehen touristische Radfernwege. Mehr dazu unter Tourismus/Radfernwege.

### Weinbau
Der Ortsteil Markelsheim ist ein renommierter Weinort im Taubertal und Sitz der Weingärtner Markelsheim eG. Bis in die 1940er Jahre wurde auch in Bad Mergentheim Wein angebaut. Dort wurde der Anbau aufgrund von Schäden und mangelnder Pflege (Kriegsfolgen) sowie akutem Reblausbefall und fehlendem Kapital eingestellt. Teile der ehemaligen Weinberge wurde in späteren Jahren für den Ausbau des Kurbetriebs genutzt.

### Gesundheit und Kurverwaltung

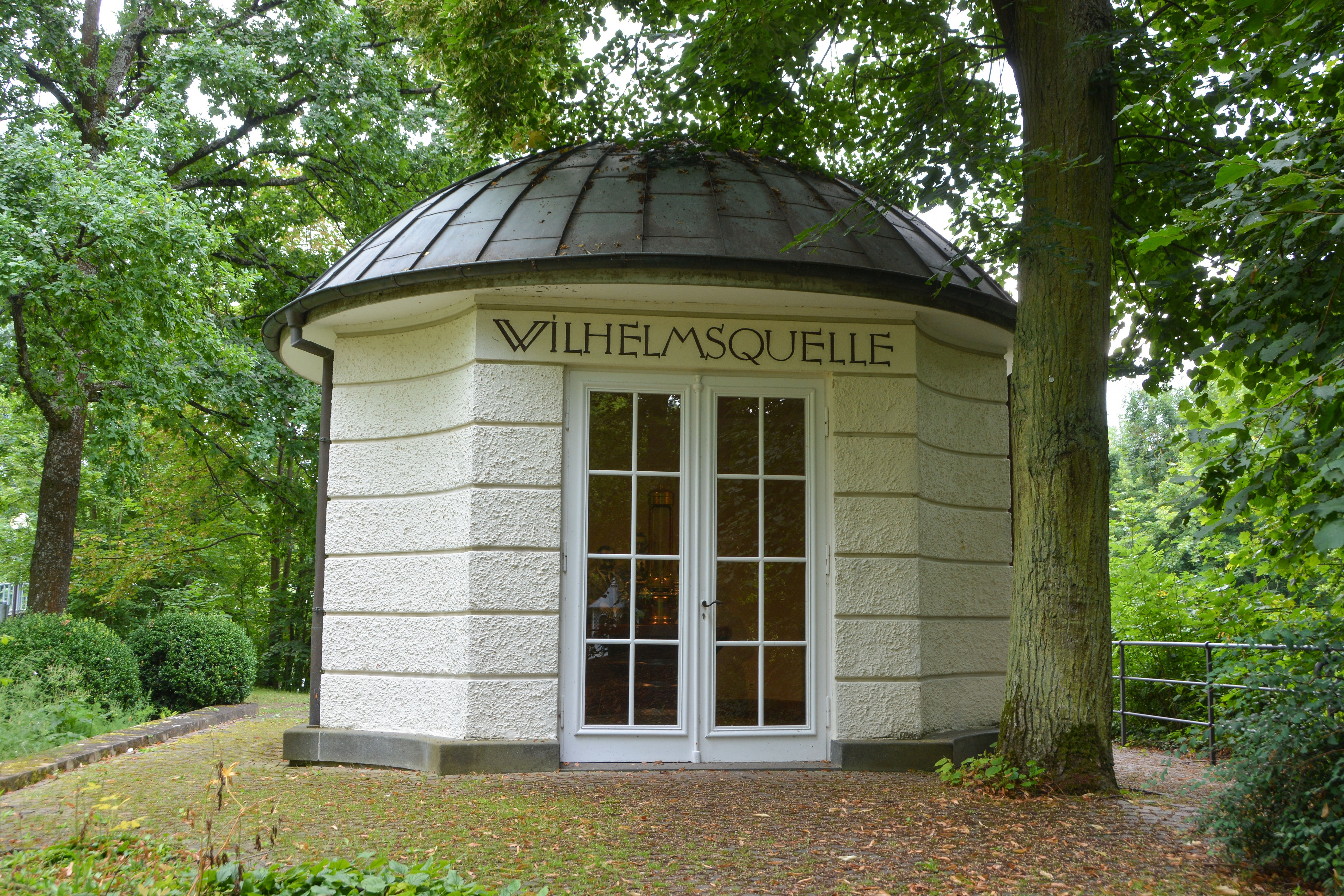
Quellenhäuschen der Wilhelmsquelle im Äußeren Kurpark

Historische Werbung am alten Lokschuppen im Bahnhof Bad Mergentheim: Mineralbrunnenversand

Am 13. Oktober 1826 entdeckte der Schäfer Franz Gehrig die heutige Wilhelmsquelle. In den Folgejahren wurden weitere Quellen erschlossen, so stehen heute drei Trinkquellen mit Mineralwasser und eine Badequelle mit Sole zur Verfügung.
- Albertquelle, Natrium-Chlorid-Sulfat-Säuerling, Bohrtiefe 31 m
- Karlsquelle, Natrium-Chlorid-Sulfat-Wasser, Bohrtiefe 27 m
- Paulsquelle, Natrium-Chlorid-Säuerling, nur für Badetherapie sowie im Gradierpavillon, Bohrtiefe 550 m[72]
- Wilhelmsquelle, Natrium-Calcium-Sulfat-Chlorid-Wasser, Bohrtiefe 9 m

Seit der Entdeckung der Heilquellen im Jahr 1826 hat sich eine sehr hohe medizinische Kompetenz als wesentliches Merkmal für Bad Mergentheim entwickelt. Zunächst wurde die Stadt zum Mekka für Stoffwechselerkrankungen, inzwischen hat sich das Gesundheitsangebot jedoch wesentlich erweitert. Diabetes und orthopädische Erkrankungen, die Behandlung von Essstörungen und psychosomatischen Erkrankungen sowie Geriatrie und immunbiologische Therapie gehören heutzutage ebenfalls zu den Kernkompetenzen Bad Mergentheims.
Die drei Trinkquellen haben bis heute unverändert ihren Stellenwert in der Therapie von Magen-Darm-Erkrankungen und Stoffwechselstörungen. Die Solequelle entfaltet im Gradierpavillon und in der nahe am Kurpark gelegenen Solymar Therme ihre gesundheitsfördernde Wirkung. In Bad Mergentheim kann jeder aktiv etwas für seine Gesundheit tun. Die Kur- und Gesundheitsangebote zeichnen sich durch eine hohe medizinische Fachkompetenz, zugewandte Betreuung und Rundum-Versorgung aus. Im Haus des Gastes im Kurpark, in dem auch das Institut für Bad Mergentheimer Kurmedizin, Gesundheitsbildung und medizinische Wellness sowie die Kur- und Rehaklinikseelsorge beheimatet sind, erhalten die Gäste und Besucher alle wichtigen Informationen. Das Institut für Bad Mergentheimer Kurmedizin, Gesundheitsbildung und medizinische Wellness nahm bereits kurz nach seiner Gründung im Jahr 1980 mit dem „Mergentheimer Modell“ eine Vorreiterrolle in der Präventionsmedizin, Gesundheitsförderung und Gesundheitsbildung ein und erlangte bundesweite, aber auch internationale Anerkennung. Der damalige Gedanke, dass die Lebenswelt und die Lebensführung eine entscheidende Rolle bei der Entstehung von Krankheiten und der Bewahrung der Gesundheit spielt, ist heutzutage unumstritten. So bietet das Institut auch heute noch vielfältige Angebote für Gäste und Einwohner an, um Fähigkeiten und Fertigkeiten zu trainieren, die die Gesundheit stärken.

### Medien

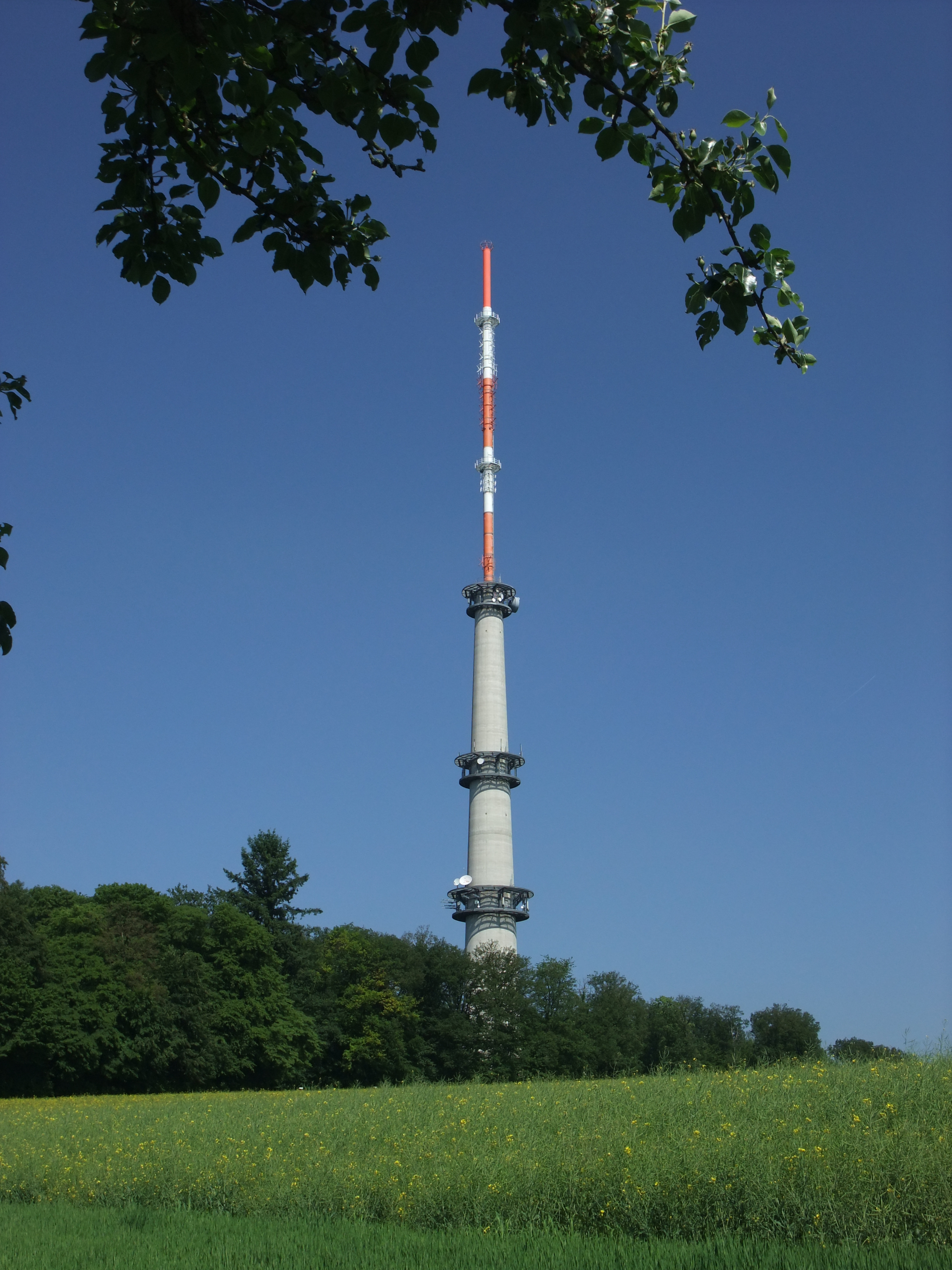
Der Sendeturm Löffelstelzen

In Bad Mergentheim erscheinen als Tageszeitung die Fränkischen Nachrichten und die Tauber-Zeitung, eine Lokalausgabe der Fränkischen Nachrichten aus Tauberbischofsheim, die ihre überregionalen Seiten vom Mannheimer Morgen beziehen.
Der Sender Radio Ton betreibt in Bad Mergentheim ein Zweitstudio, das Lokalnachrichten liefert.
In der Nähe des Ortsteils Löffelstelzen (am Ketterwald) befindet sich der Sender Bad Mergentheim (Löffelstelzen) mit einem Stahlbetonturm für die Abstrahlung von Fernseh- und Hörfunkprogrammen im Bereich des Südwestrundfunks (SWR). Der Grundnetzsender versorgt hauptsächlich den Main-Tauber-Kreis sowie angrenzende Gebiete. Auf UKW werden mit 10 kW folgende Programme gesendet: SWR1 Baden-Württemberg (87,8 MHz), SWR2 (93,2 MHz), SWR3 (99,7 MHz), SWR4 Baden-Württemberg (105,5 MHz) sowie Dasding (100,5 MHz) mit 40 Watt und Radio Ton (103,5 MHz) mit 20 kW. Im DAB Frequenzblock 12B werden die landesweiten Programme von Digital Radio Südwest mit 8 kW gesendet. Außerdem befinden sich auf dem Turm Fernsehsender (DVB-T) auf den Kanälen 26 (Das Erste BW, EinsPlus, Arte, Phoenix), 23 (ZDF, 3sat, Kika/ZDFneo, ZDFinfo) und 50 (SWR BW, BR, HR, WDR).

### Gericht, Behörden und Einrichtungen
Bad Mergentheim hat ein Notariat und ein Amtsgericht, das dem Landgericht Ellwangen und dem Oberlandesgericht Stuttgart untergeordnet ist. Ferner hat es eine Außenstelle des Finanzamtes Tauberbischofsheim und eine Außenstelle (Kfz-Zulassungsstelle) des Landratsamts Main-Tauber-Kreis.
Die Stadt ist auch Sitz des Dekanats Mergentheim des Bistums Rottenburg-Stuttgart. Neben dem Caritas-Krankenhaus Bad Mergentheim, einem Allgemein-Krankenhaus, gibt es in Bad Mergentheim mehrere Sanatorien und Kurkliniken, darunter mit dem Diabetes Zentrum Mergentheim auch ein Diabetes-Fachkrankenhaus.
Bis Mitte der 1990er Jahre war Bad Mergentheim zudem Garnisonsstadt und Standort der Panzerbrigade 36 „Mainfranken“ sowie weiterer Einheiten der 12. Panzerdivision.

### Unternehmen und Betriebe
Der Kammerbezirk Heilbronn-Franken zeichnet sich durch mehr als 1.500 ansässige Unternehmen aus, davon einige Weltmarktführer, die zum Großteil Familienbetriebe sind. In Bad Mergentheim befinden sich z. B. die Firma Bartec, welche im Bereich der industriellen Sicherheitstechnik tätig ist, Würth Industrie Service, welche logistische Versorgungskonzepte anbietet und die Wittenstein AG, welche Antriebstechniken entwickelt. Um die Unternehmen zu fördern haben die Städte Bad Mergentheim, Künzelsau, Öhringen, Schwäbisch Hall und Crailsheim ein Bündnis mit dem Namen „Hohenlohe+“ gegründet. Damit soll die Region besser vermarktet werden und im Wettbewerb zwischen den Regionen besser abschneiden.
Weitere ansässige Betriebe sind die Herbsthäuser Brauerei Wunderlich KG, der Parketthersteller Bembé und die Median Klinik Hohenlohe.

### Bildung
Seit 2002 verfügt Bad Mergentheim über einen Campus der Dualen Hochschule Baden-Württemberg Mosbach. Angeboten werden betriebswirtschaftliche Studiengänge aus den Bereichen International Business, Wirtschaftsingenieurswesen und Gesundheitsmanagement.
Ferner gibt es in Bad Mergentheim ein Seminar für Didaktik und Lehrerbildung (Grund- und Hauptschulen).
An staatlichen, allgemeinbildenden Schulen besitzt Bad Mergentheim ein Gymnasium (Deutschorden-Gymnasium Bad Mergentheim), eine Realschule (Kopernikus-Realschule), eine Sonderschule (Lorenz-Fries-Schule), eine Hauptschule (Eduard-Mörike-Schule), eine Grund- und Hauptschule (Ottmar-Schönhuth-Schule Wachbach) sowie vier Grundschulen (Bad Mergentheim Stadtmitte, Grundschule am Kirchberg Stuppach/Neunkirchen, Edelfingen und Markelsheim). Darüber hinaus gibt es eine Jugendmusikschule und eine Volkshochschule.
Ferner gibt es in Bad Mergentheim in Trägerschaft des Main-Tauber-Kreises ein Berufliches Schulzentrum mit Gewerblicher und Kaufmännischer Schule, sowie der Beruflichen Schule für Ernährung, Pflege, Erziehung (EPE). Dazu gehören mit dem Informationstechnischen, dem Technischen, dem Ernährungswissenschaftlichen, dem Sozialwissenschaftlichen und dem Wirtschaftsgymnasium auch fünf berufliche Gymnasien.
Das schulische Angebot wird abgerundet durch die katholische Grund- und Realschule St. Bernhard, die Abendrealschule Bad Mergentheim, das Kolping-Berufskolleg, die staatlich anerkannte Fachschule für Physiotherapie des Bildungszentrums Bad Mergentheim und das Bildungszentrum (Berufsfachschule für Pflegeberufe / Fort- und Weiterbildungszentrum) am Caritas-Krankenhaus Bad Mergentheim.

## Kultur und Sehenswürdigkeiten

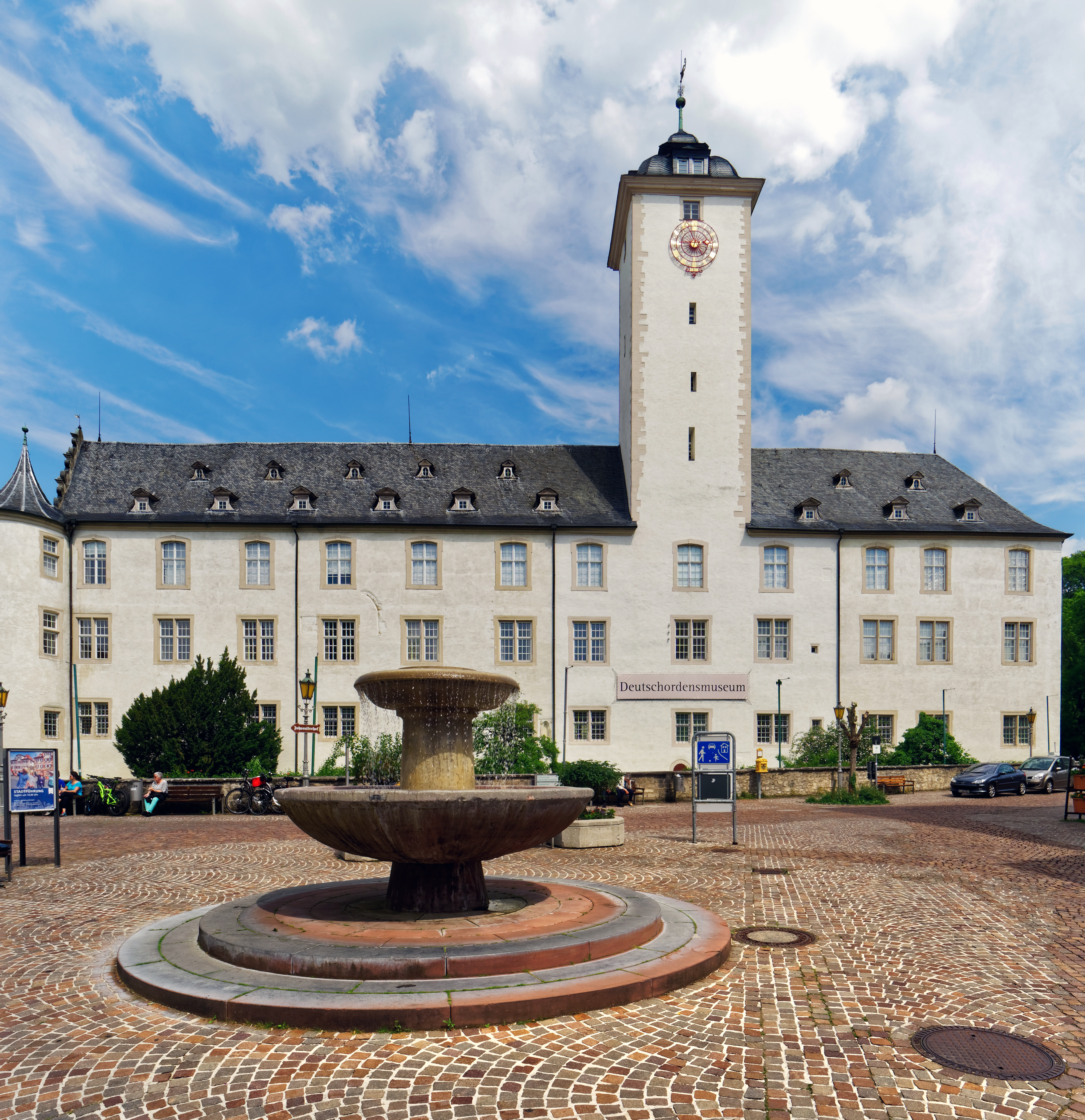
Deutschordensschloss
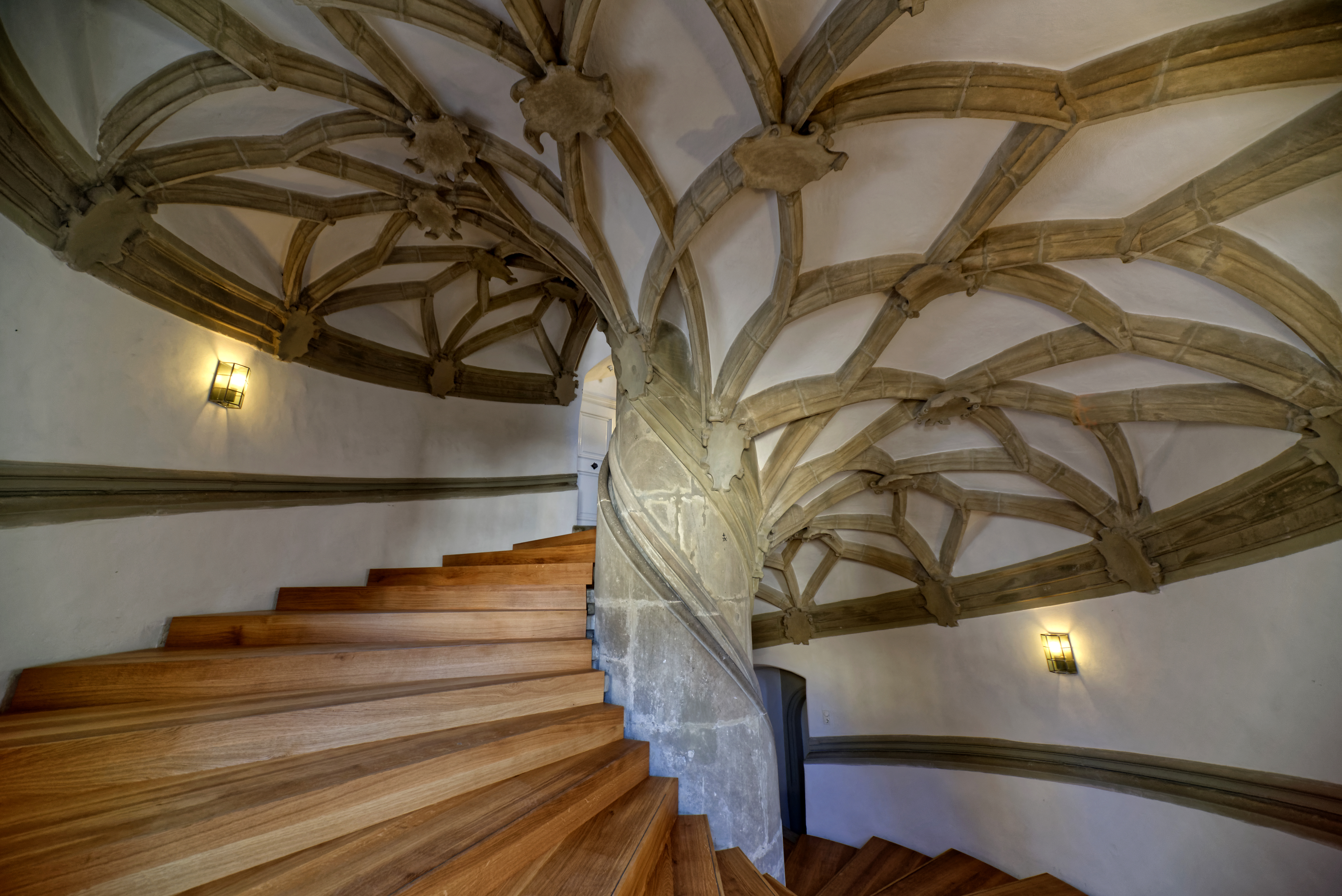
Reitertreppe im Deutschordensschloss
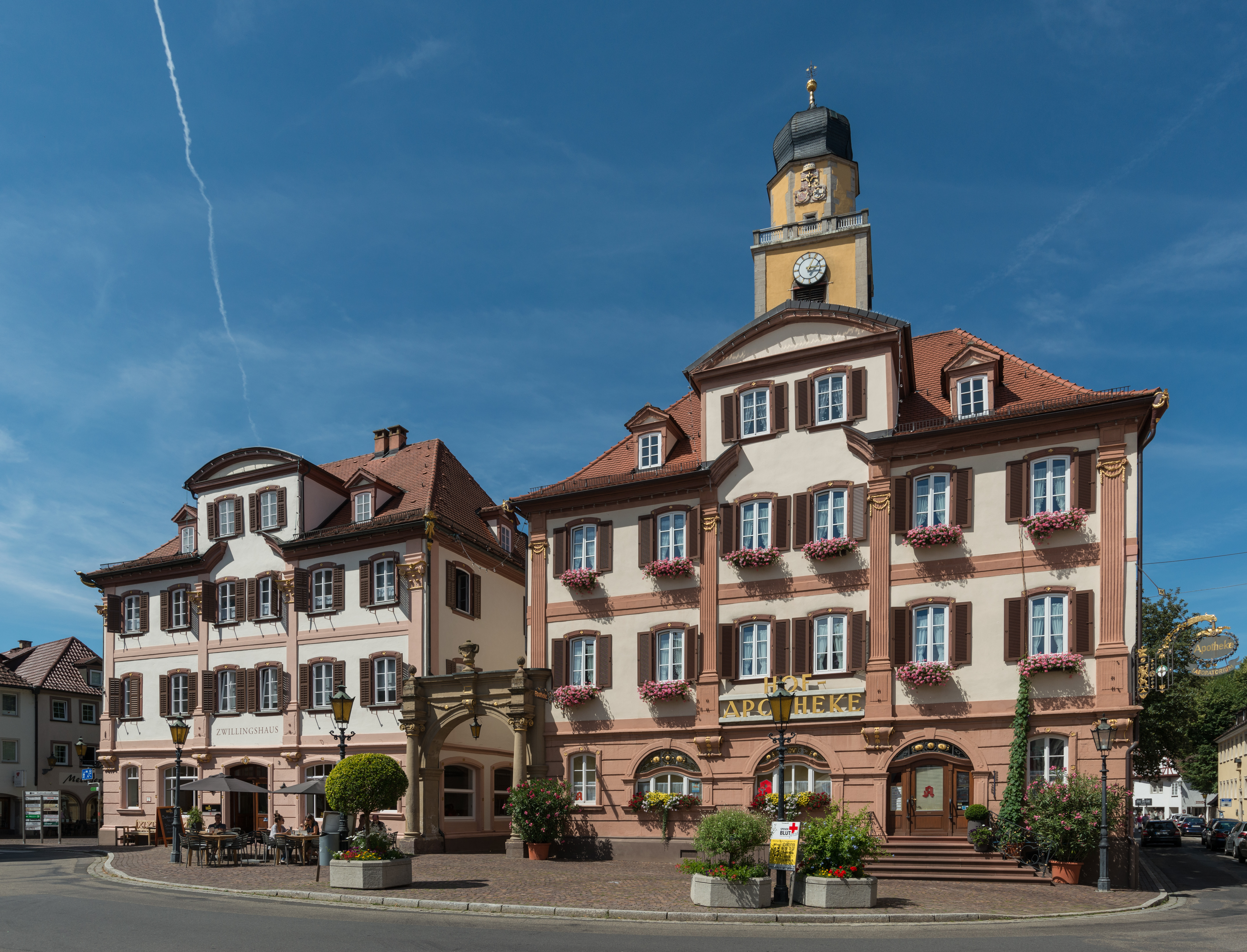
Zwillingshaus und Hof-Apotheke am Marktplatz
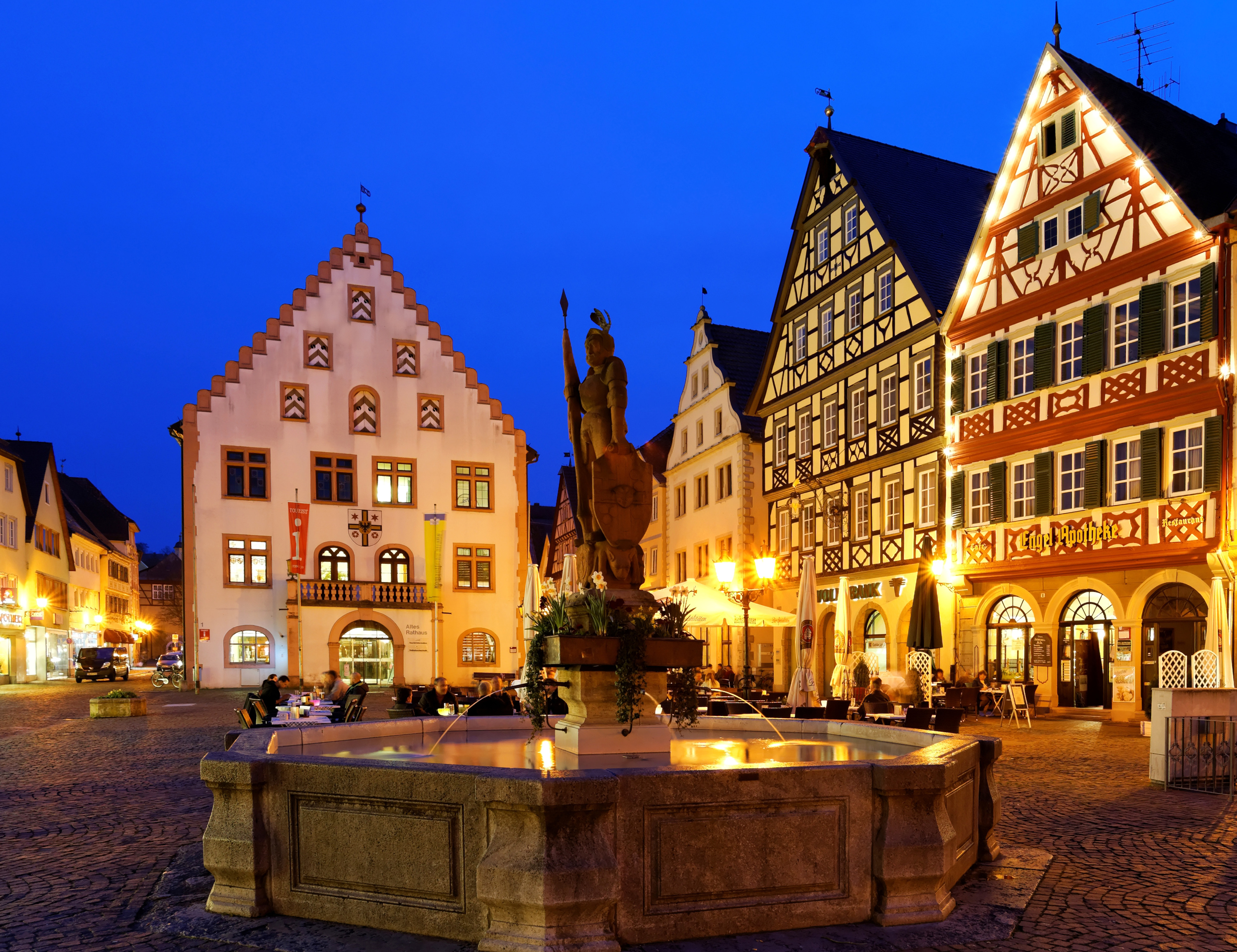
Marktplatz mit Altem Rathaus und Milchlingsbrunnen
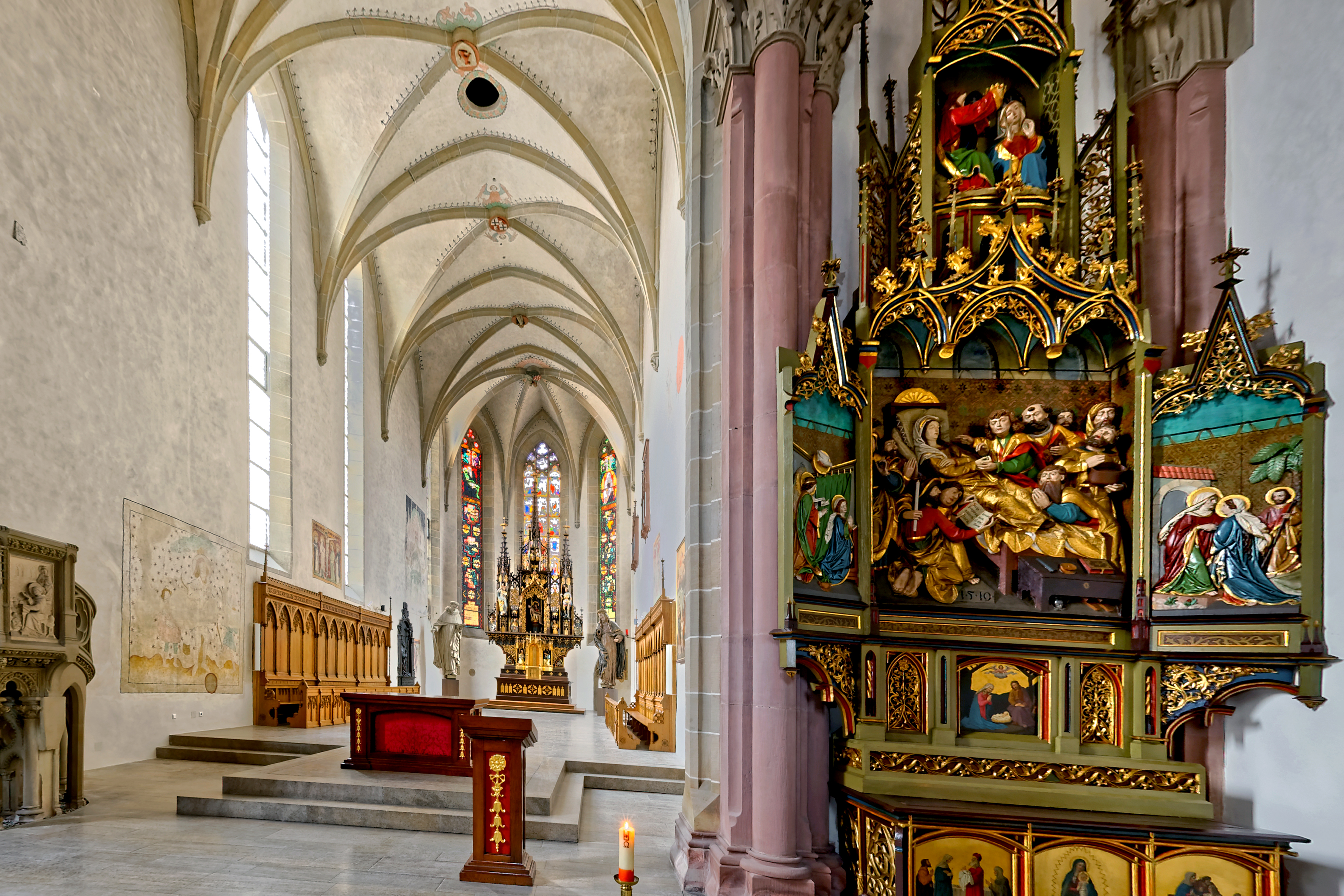
Marienkirche

Das Kulturforum bildet mit den Abteilungen des Stadtarchivs, der Stadtbücherei und dem Hof die Basis für das kulturelle Leben Bad Mergentheims. Es ist Begegnungsstätte, Galerie, Konzertsaal und Bühne.
Die filigrane Wandelhalle inmitten des Kurparks dient ebenso als Kulisse für Konzerte, Kulturveranstaltungen und Feierlichkeiten. Sie ist ein Kulturdenkmal und wurde 2023 in das Denkmalbuch des Landes Baden-Württemberg aufgenommen.

### Tourismus

#### Fernstraßen
Bad Mergentheim liegt an der „Romantischen Straße“.

#### Radfernwege
Der Taubertalradweg führt als Landes-Radfernweg auf seinem Weg von Rothenburg ob der Tauber nach Wertheim durch die Stadt. Er ist ein Teil der D-Route 9 (Weser – Romantische Straße). Außerdem führt der Württemberger Weinradweg von Dörzbach kommend über die Stadtteile Rengershausen und Stuppach nach Bad Mergentheim und weiter nach Weikersheim. Insgesamt führt er von Rottenburg am Neckar nach Niederstetten.

#### Wanderwege
Als Fernwanderwege führen der Panoramaweg Taubertal sowie der etwa 180 km lange Jakobsweg Main-Taubertal durch die Stadt.

### Theater
Im Kurhaus-Kursaal Bad Mergentheim finden unter anderem auch Theaterdarbietungen statt. Das 1926 im Bauhausstil errichtete Gebäude wurde 2009 aufwendig für eine multifunktionale Nutzung umgebaut und bietet beste Voraussetzungen für verschiedenste Veranstaltungen, Tagungen und Kongresse.

### Museen

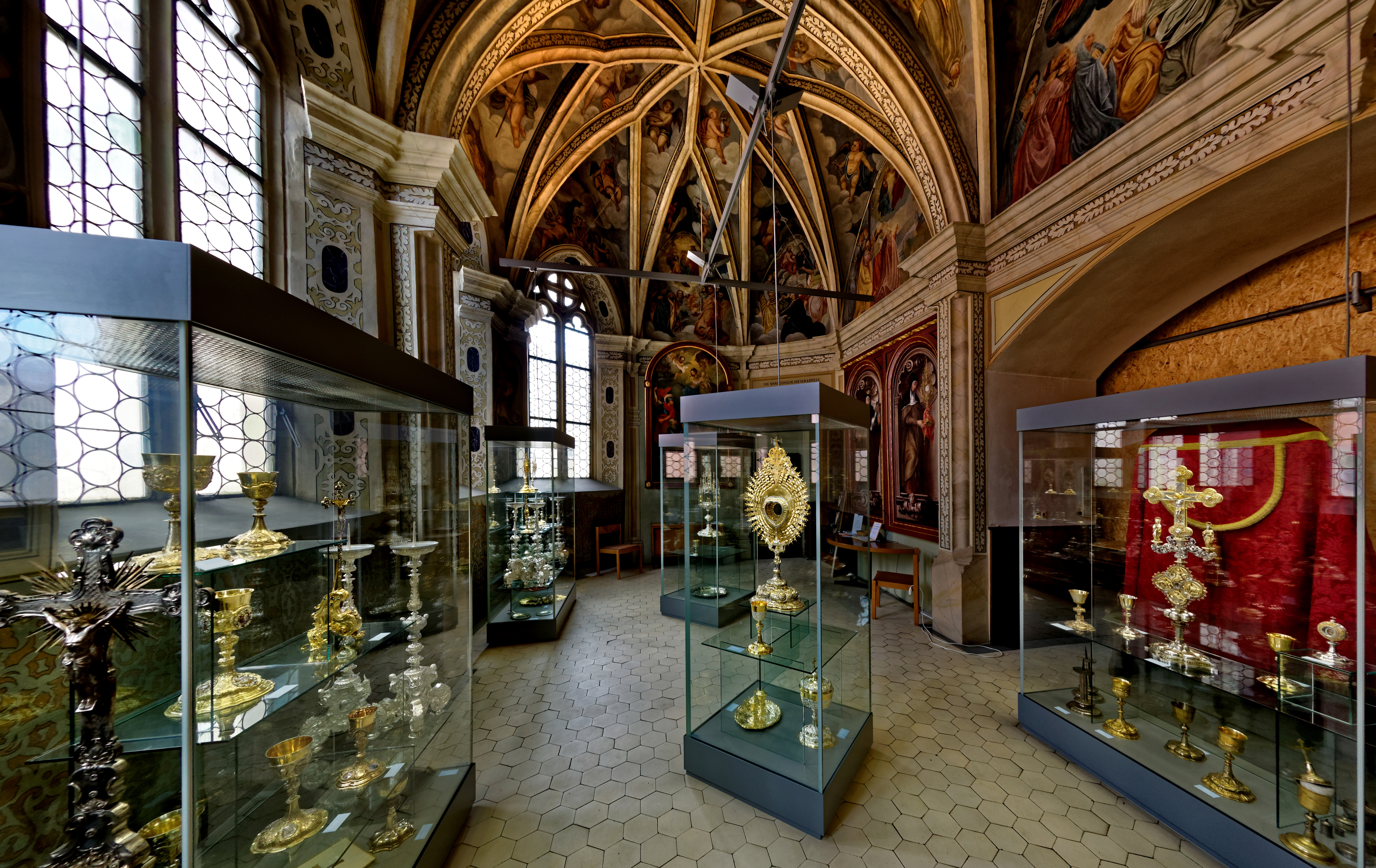
Das Museum Münsterschatz

- Das Deutschordensmuseum im Deutschordensschloss präsentiert die Geschichte des Deutschen Ordens, die Geschichte Bad Mergentheims, das Mörike-Kabinett, die Abteilung Jungsteinzeit im Taubertal, eine Puppenstubensammlung und die Adelsheim'sche Altertumssammlung. In der Sammlung des Museums befindet sich auch die von Albrecht Duwe im Maßstab 1:50 rekonstruierte Burg Rehden aus dem Kulmerland. Erwähnenswert ist auch die Berwart-Treppe, eine 1574 von Blasius Berwart erbaute Wendeltreppe.[84]
- Das Museum Münsterschatz im ersten Stock über der Sakristei des Münsters St. Johannes Baptist zeigt liturgische Gefäße und Geräte von der Spätgotik bis zur Gegenwart.[85]
- Dauerausstellung Führungskultur rund um den Trillberg – einst und jetzt im Industriepark Würth auf dem Gelände der ehemaligen Deutschordenkaserne. Die Ausstellung möchte anhand historischer Beispiele gute wie schlechte Erscheinungsformen von Führungskultur veranschaulichen.[86]
- Im Rathaus des Stadtteils Hachtel wurde die Ottmar-Mergenthaler-Gedenkstätte eingerichtet. Der in Hachtel geborene Uhrmacher Ottmar Mergenthaler erfand 1886 in den USA die Linotype-Setzmaschine. Diese für die damalige Zeit revolutionäre Zeilensetz- und Gießmaschine von Schriftzeichen beschleunigte die Satzherstellung vor allem für Bücher und Zeitungen ganz entscheidend. Das Museum widmet sich dem Schaffen Ottmar Mergenthalers.[87]
- In der Pfarrkirche des Stadtteils Stuppach befindet sich mit der Stuppacher Madonna von Matthias Grünewald aus dem Jahr 1519, eines der wichtigsten spätgotischen Gemälde Deutschlands.[88]
- Früher gab es das Automobil-Oldtimer-Museum in der Tiefgarage eines Kaufhauses in der Innenstadt, das an sechs Tagen der Woche zu den Geschäftszeiten geöffnet war. Die Zeitschrift Motor Klassik führte das Automuseum im April 1988 in einer Liste auf. Ein Buch von 1998 nennt es unter Vorbehalt.[89][90]

### Bauwerke

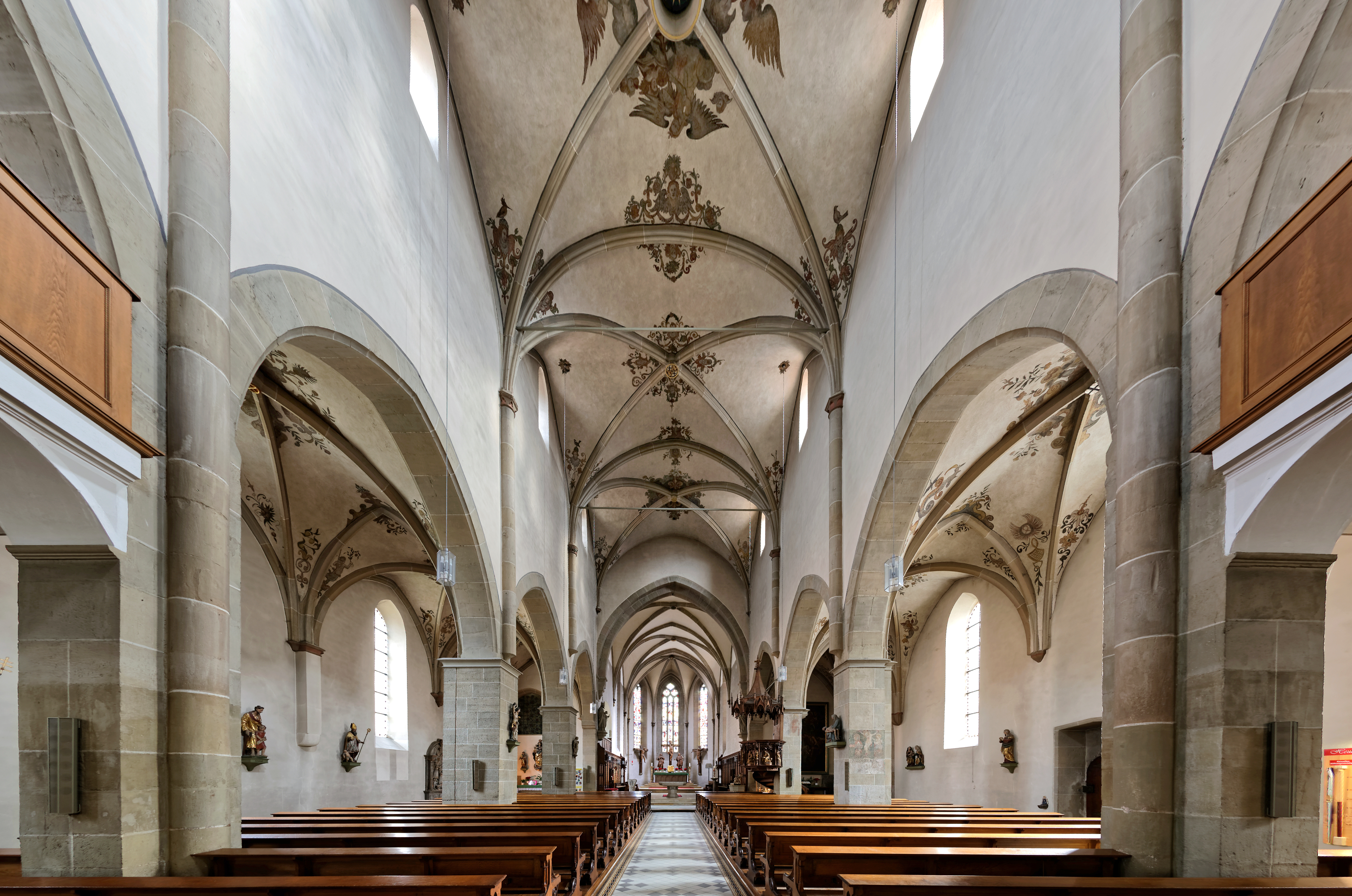
Münster St. Johannes

Sehenswürdigkeiten sind vor allem das Deutschordensschloss (amtliche Bezeichnung Deutschordenschloß) mit seiner Barockkirche, die Münsterkirche St. Johannes Baptist und das charakteristische Rathaus, das als Wahrzeichen der Stadt gilt. Da es seit dem Schmalkaldischen Krieg (1556/1557; Brand des Rathauses) keine Kriegszerstörungen mehr gegeben hat (im Zweiten Weltkrieg war Mergentheim Lazarettstadt), hat es sein mittelalterliches bis barockes Stadtbild bewahrt.
Berühmt ist auch die Stuppacher Madonna des Malers Matthias Grünewald, ein 1812 von Bad Mergentheim in die 1607 erbaute katholische Kirche Maria Krönung in Stuppach überführtes Gemälde. Im Ortsteil Wachbach befindet sich ein Wasserschloss. Weitere Kirchen im Stadtgebiet sind:
Evangelische Kirchen
- Schlosskirche, Mergentheim
- Althausen, eine klassizistische Saalkirche mit spätgotischem Flügelaltar
- Dainbach, ein mittelalterlicher Bau mit barockem Langhaus von 1739
- Edelfingen, Kirche erbaut 1872 anstelle eines alten Vorgängerbaus
- Herbsthausen, im Kern mittelalterliche Johanneskirche mit Chorturm, die 1619, 1703 und 1873 ff. verändert und renoviert wurde
- Neunkirchen, eine neuromanische Kirche von 1822/23 und
- Wachbach, eine romanische Chorturmkirche, erbaut ca. 1050

Katholische Kirchen
- Kirche Maria Hilf (Klosterkirche)
- Marienkirche
- Münster St. Johannes

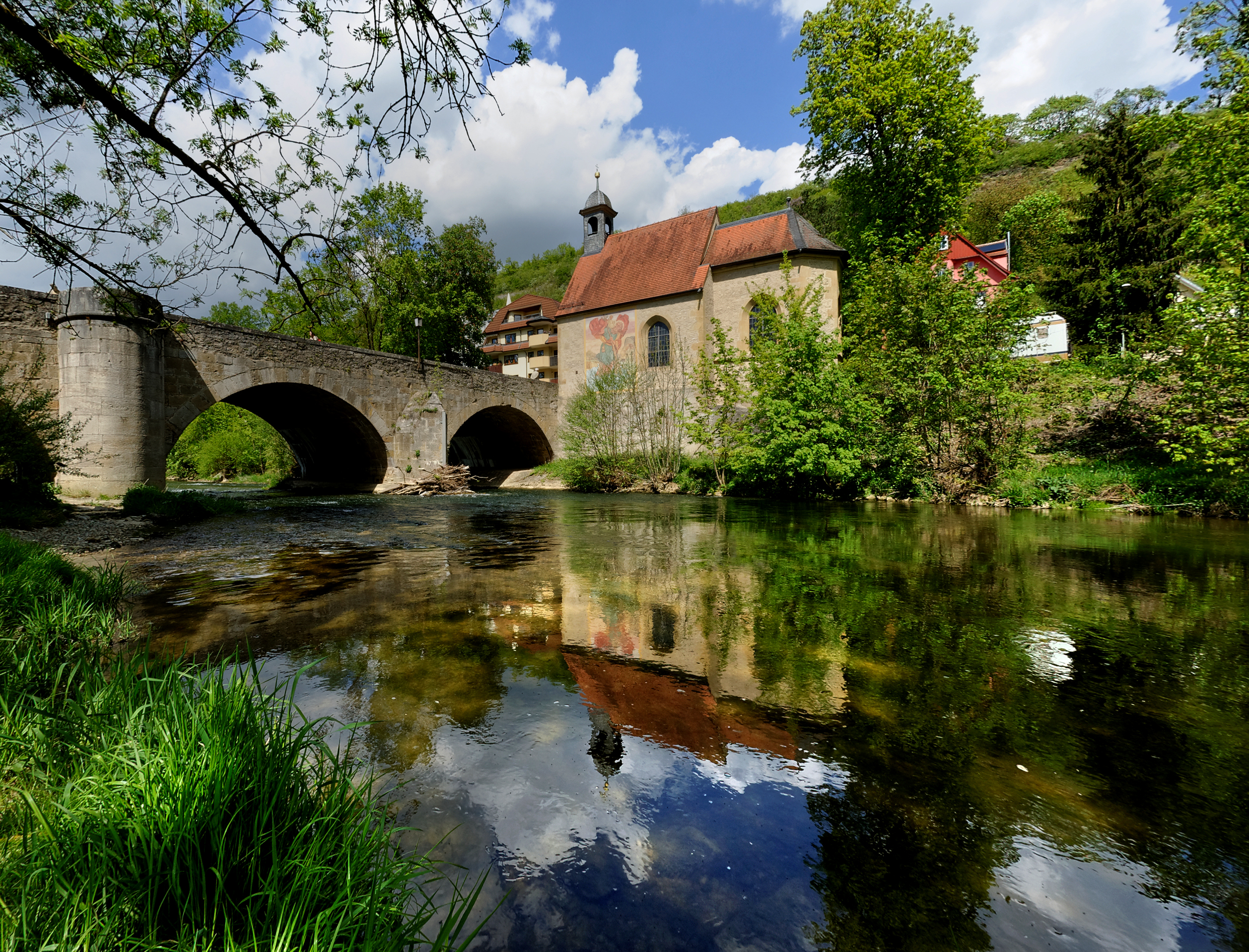
Wolfgangskapelle mit Wolfgangsbrücke über die Tauber

- Wolfgangskapelle an der Wolfgangsbrücke über die Tauber
- Apfelbach, St. Gumbert (erbaut 1775 später neu ausgestattet)
- Edelfingen (Kapelle von 1851/51 nach Kriegszerstörung wieder aufgebaut)
- Hachtel (Maria Himmelfahrt ab 1869 im neugotischen Stil erbaut und 1901 ausgemalt)
- Löffelstelzen (Zur Heiligsten Dreifaltigkeit, 1660 im frühbarocken Stil erbaut)
- Markelsheim, ein Neubau von 1958 mit freistehendem Turm (die alte gotische Pfarrkirche auf dem Friedhof wurde abgebrochen)
- Rengershausen (St. Leonhard erbaut 1792)
- Rot (St. Peter und Paul erbaut 1652/54)
- Mariä Krönung (Stuppach) (erbaut 1607 im spätgotischen Stil, beherbergt ein weltberühmtes Madonnengemälde von Matthias Grünewald, bekannt als Stuppacher Madonna)
- Wachbach (St. Georg erbaut 1906 im neuromanischen Stil)

### Parks

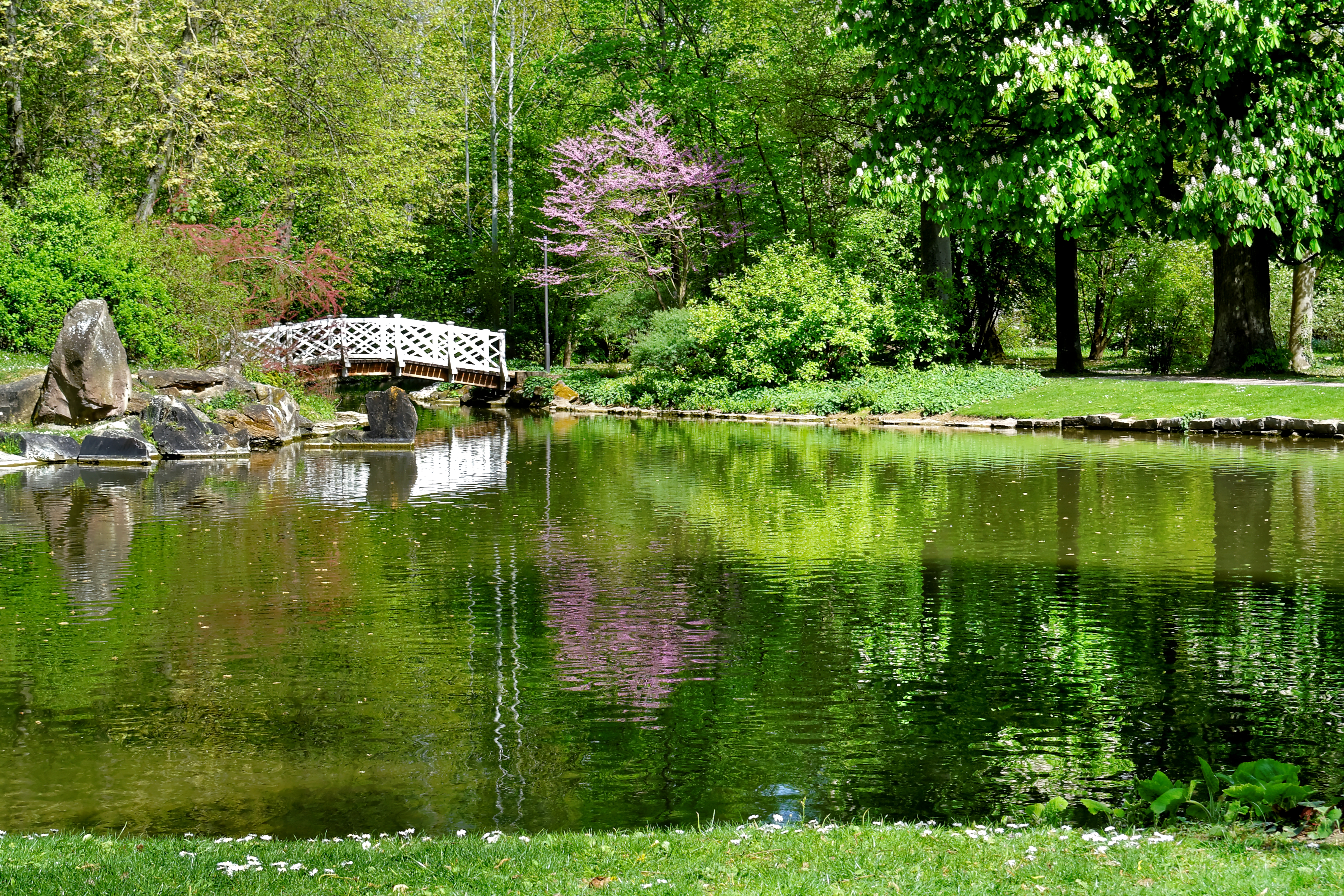
Schlosspark im Frühling

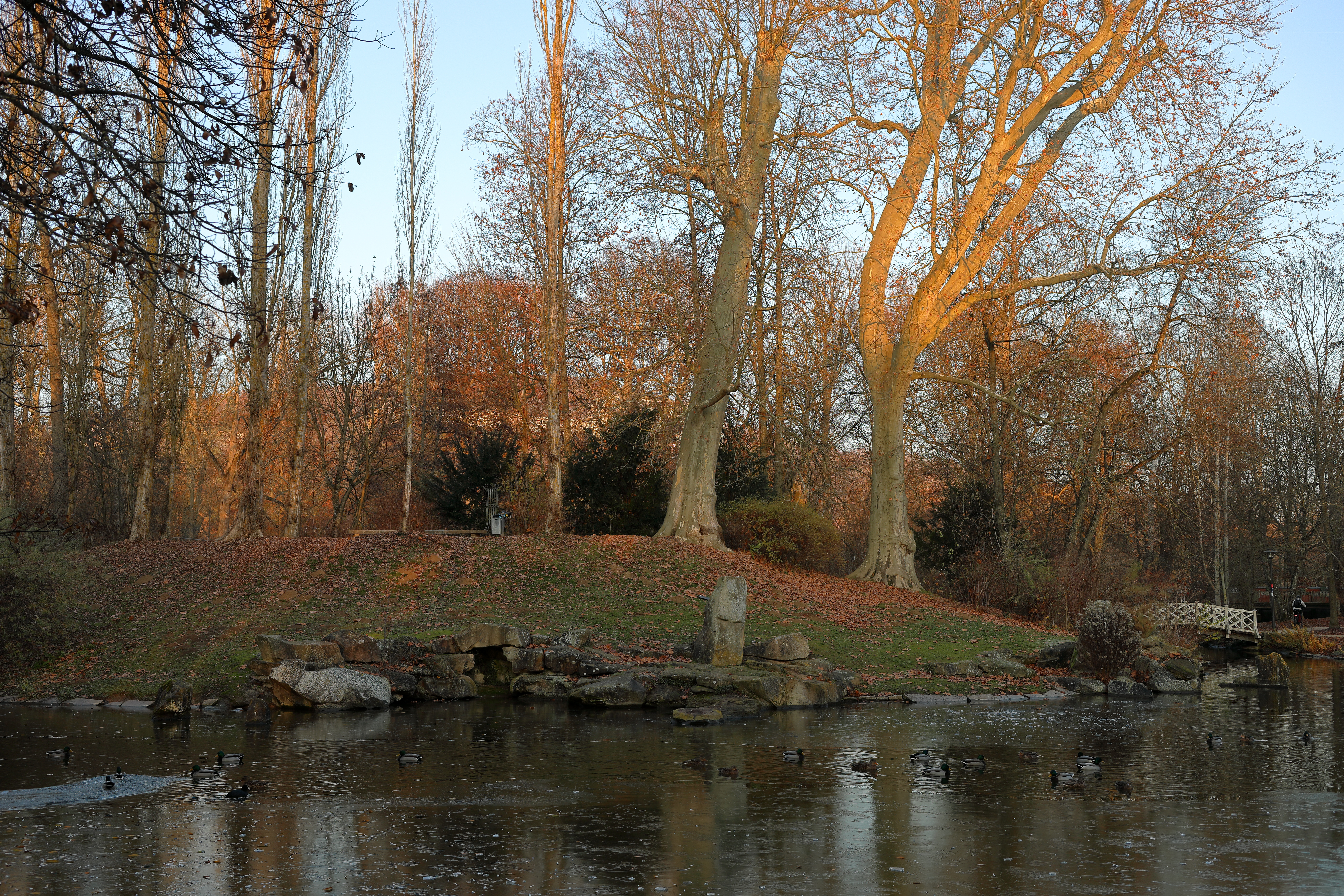
Abendstimmung im herbstlichen Schlosspark

- Schlosspark

Der Schlosspark wurde von 1791 bis 1805 nach den Entwürfen des Ordensritters Carl Caspar Reutter von Weyl und des Hofgärtners Franz Joseph Hüller verwirklicht. Stilgeschichtlich zählt der Park zu den vorromantisch-sentimentalen Landschaftsgärten. Die imposante Platanenallee im Äußeren Schlosshof, die um 1800 angelegt wurde, führt durch den Torbau im Osten in den Schlosspark, direkt in den geometrisch gestalteten Pflanz- und Nutzgarten. Rechts schließt sich ein englischer Garten mit abwechslungsreicher Wegeführung an. Wiesenflächen mit Baumgruppen und Solitärbäumen bilden weite Gartenräume und eröffnen interessante Sichtachsen. Einen landschaftlichen Mittelpunkt bildet der See mit der Pappelinsel, der ein Motiv aus dem Park von Ermenonville zitiert. Nach Abzug des Deutschen Ordens 1809 erfuhr der Schlosspark zahlreiche Veränderungen. Zudem zerschnitt die Bahnlinie Ulm-Würzburg, die 1869 eröffnet wurde, das Gelände mit einem Bahndamm. Das Land Baden-Württemberg hat das Ziel, den Schlosspark etappenweise wieder annähernd in den Zustand um 1800 zu versetzen. Bis 2000 wurden vier Abschnitte eines zehn Bauabschnitte umfassenden Parkpflegewerks von 1990 abgeschlossen.
- Kurpark

Der Kurpark mit einer Gesamtfläche von 134.000 m² beherbergt u. a. einen Rosengarten mit 27 Arten Edelrosen, einen Gradierpavillon, einen Heil- und Gewürzkräutergarten, ein Lapidarium, den Klanggarten und eine Kneipp-Anlage beim Haus des Gastes (siehe auch: Liste öffentlicher Kneipp-Anlagen im Main-Tauber-Kreis). 1996 legte ein Gartenbaumeister aus der Partnerstadt Fuefuki zwischen dem oberen Kurparkeingang und der Solymar Therme einen Japangarten mit kleinen Wasserfällen, japanischen Pflanzen und einer Bogenbrücke aus Granit an. Vom Rosengarten schlängelt sich der kleine Rosenbachlauf Richtung Café Amadeus. Von der Terrasse des Café Amadeus hat man zudem einen perfekten Blick auf den benachbarten Musikpavillon, wo im Sommer die Kurkonzerte stattfinden. Eine weitere Attraktion sind die Wasserspiele, die mehrmals täglich ihren großen Auftritt haben. Die Choreografie des tanzenden Wassers ist perfekt auf die verschiedenen Musikstücke und Musikstile abgestimmt. Wer aktive Entspannung sucht, ist im Äußeren Kurpark bei Boule, Tischtennis, Gartenschach und anderen Spiel- und Sportelementen sowie dem Terrain-Kurweg, der Gymnastikwiese, dem Müller®Trimm-Dich-Parcours, dem Labyrinth und dem Barfußpfad genau richtig. Im Jahr 2003 wurde der Kurpark von einer unabhängigen Jury zu einem der zehn schönsten Parks Deutschlands gekürt. Am Park angrenzend wurde 1983 das Parkhotel Bad Mergentheim errichtet (Architekt Justus Dahinden). Im inneren und äußeren Kurpark befinden sich die für Bad Mergentheim relevanten Trinkquellen Karlsquelle, Wilhelmsquelle, Albertquelle und die Badequelle Paulsquelle, die auch im Gradierpavillon Verwendung findet. Vom jeweiligen Ursprung der Quelle (Quellenhäuschen) wird das Wasser unterirdisch zum Brunnentempel befördert, wo es täglich zu bestimmten Zeiten ausgegeben wird (nur die Trinkquellen).
- Wildpark

Auf einer Anhöhe im Wald, etwa 1,5 Kilometer südöstlich der Kernstadt, liegt auf einer Geländefläche von rund 35 ha der Wildpark Bad Mergentheim mit über 70 verschiedenen, in Europa heimischen Tierarten einschließlich eines Wolfsrudels mit bis zu 30 Tieren.

### Sport

#### Badeanlagen
In Bad Mergentheim gibt es neben der Solymar Therme noch drei Freibäder. Diese befinden sich in der Kernstadt sowie in den Stadtteilen Althausen und Wachbach.

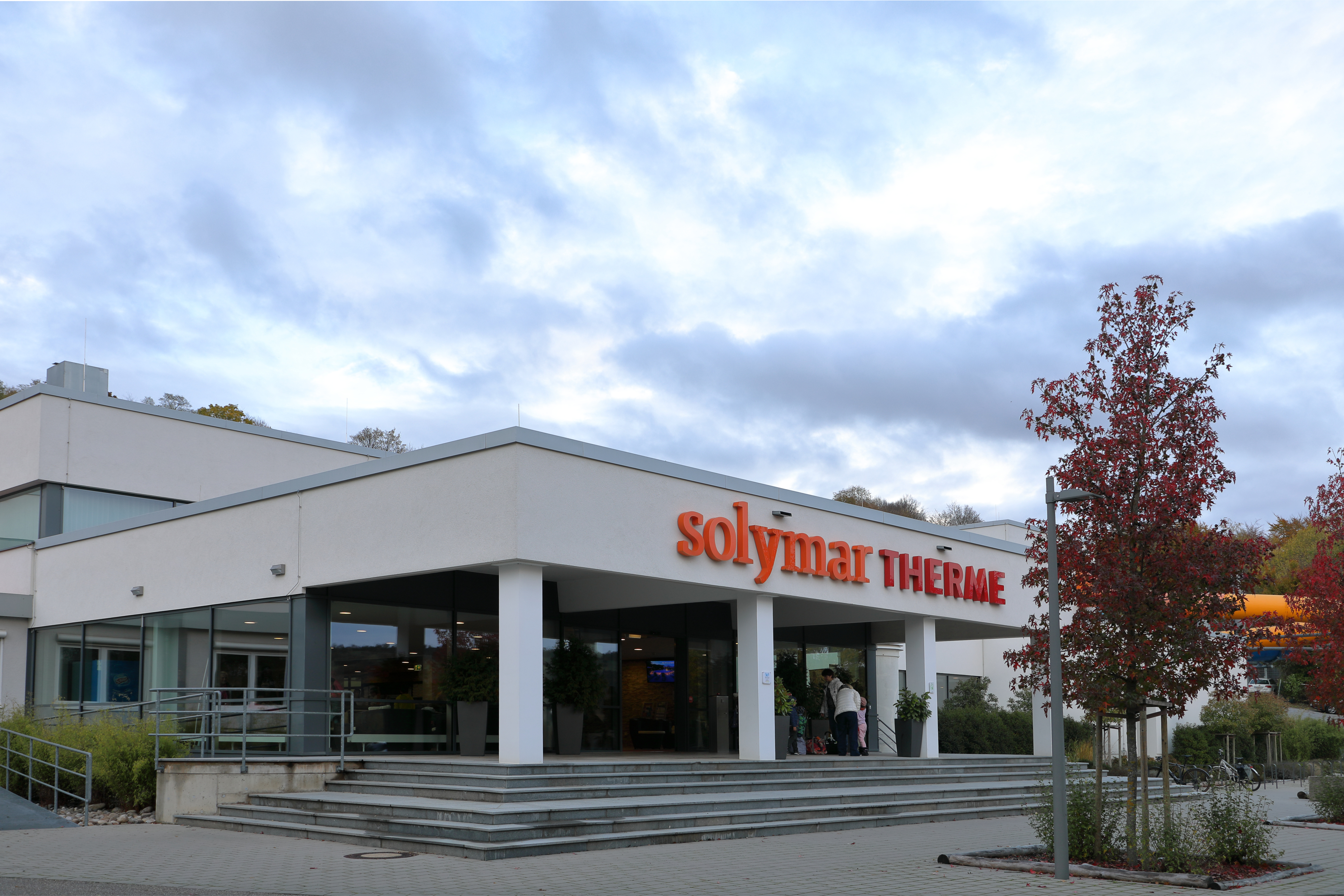
Solymar Therme Bad Mergentheim
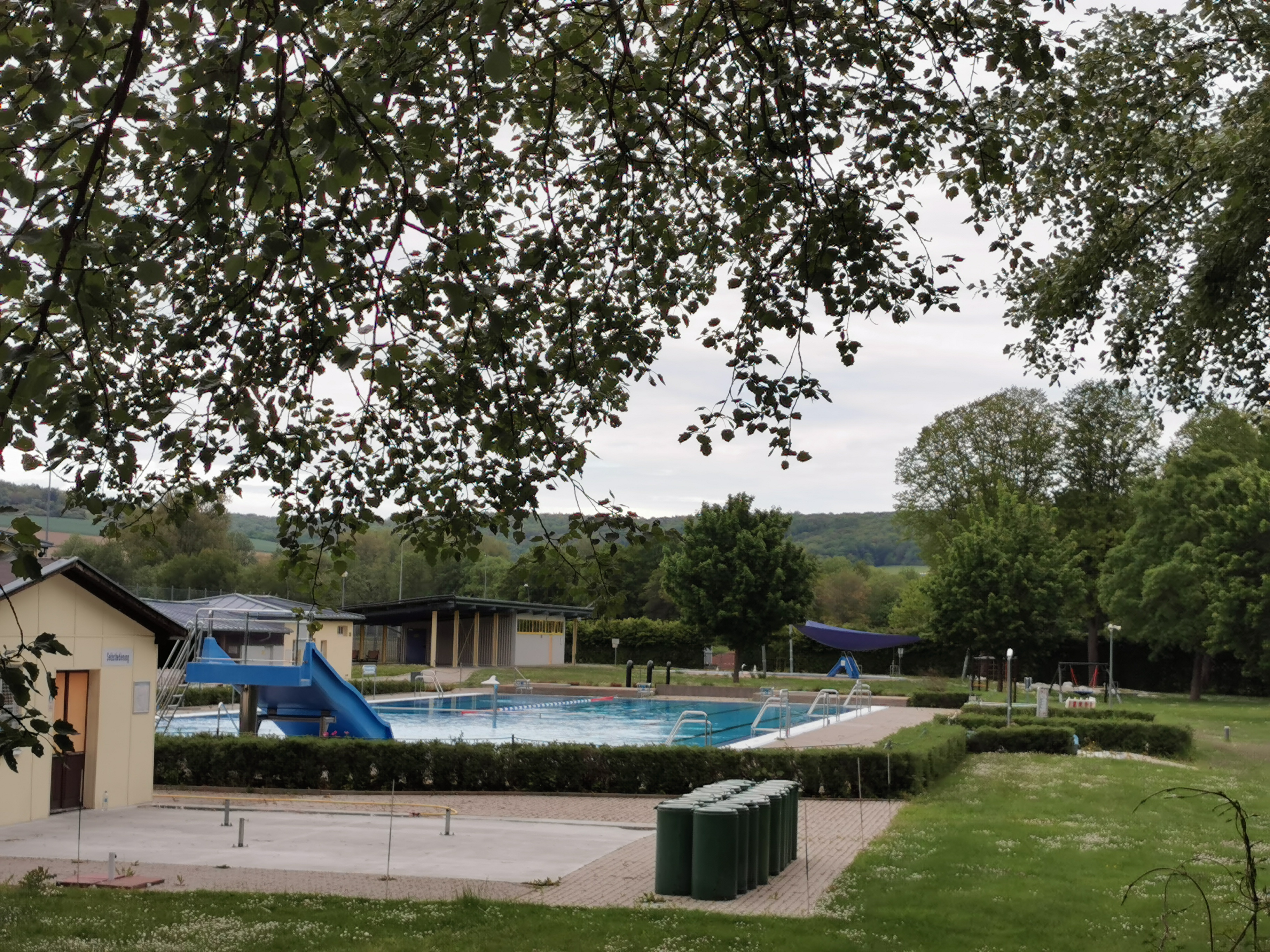
Freibad Bad Mergentheim
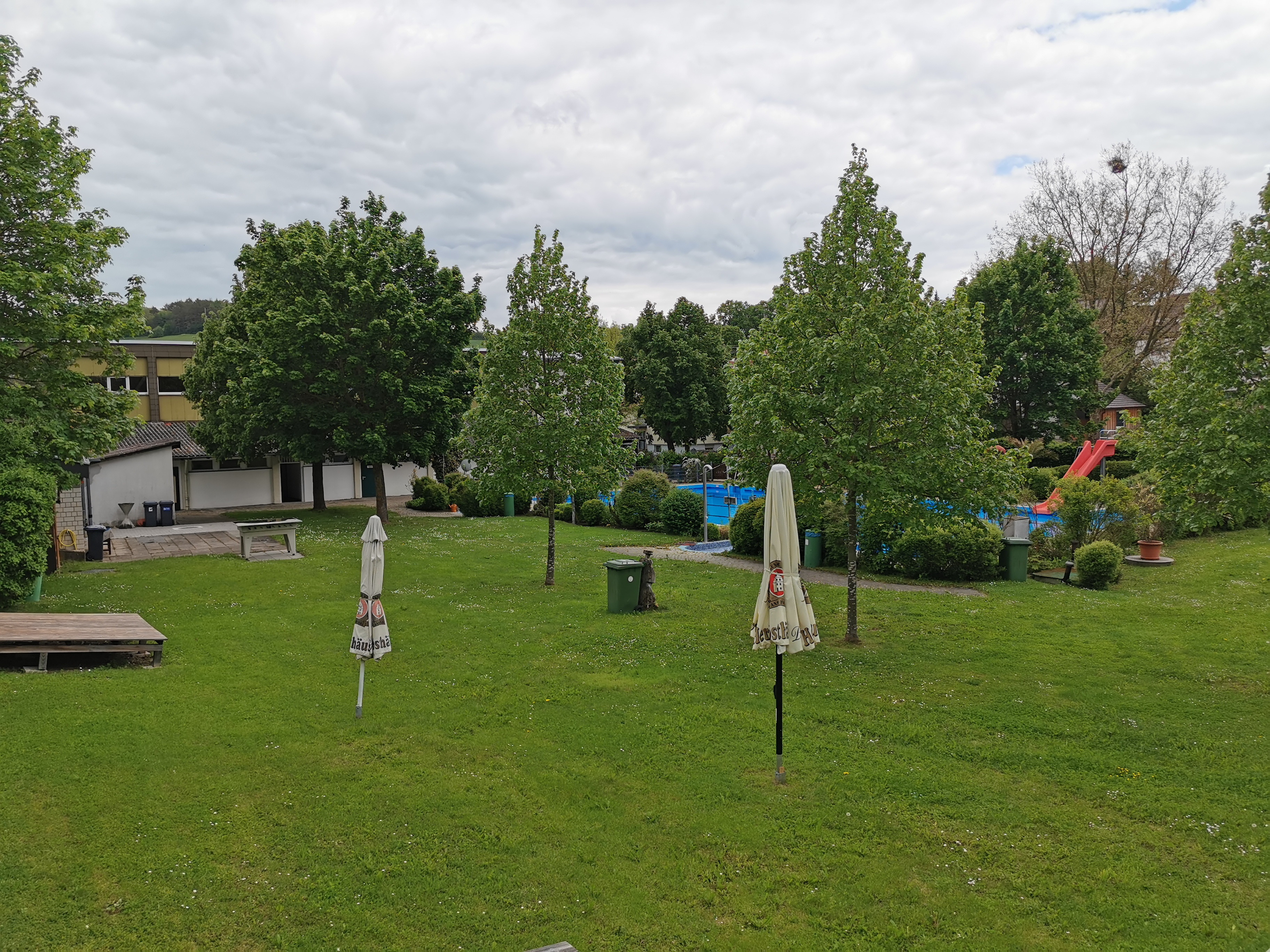
Freibad Althausen
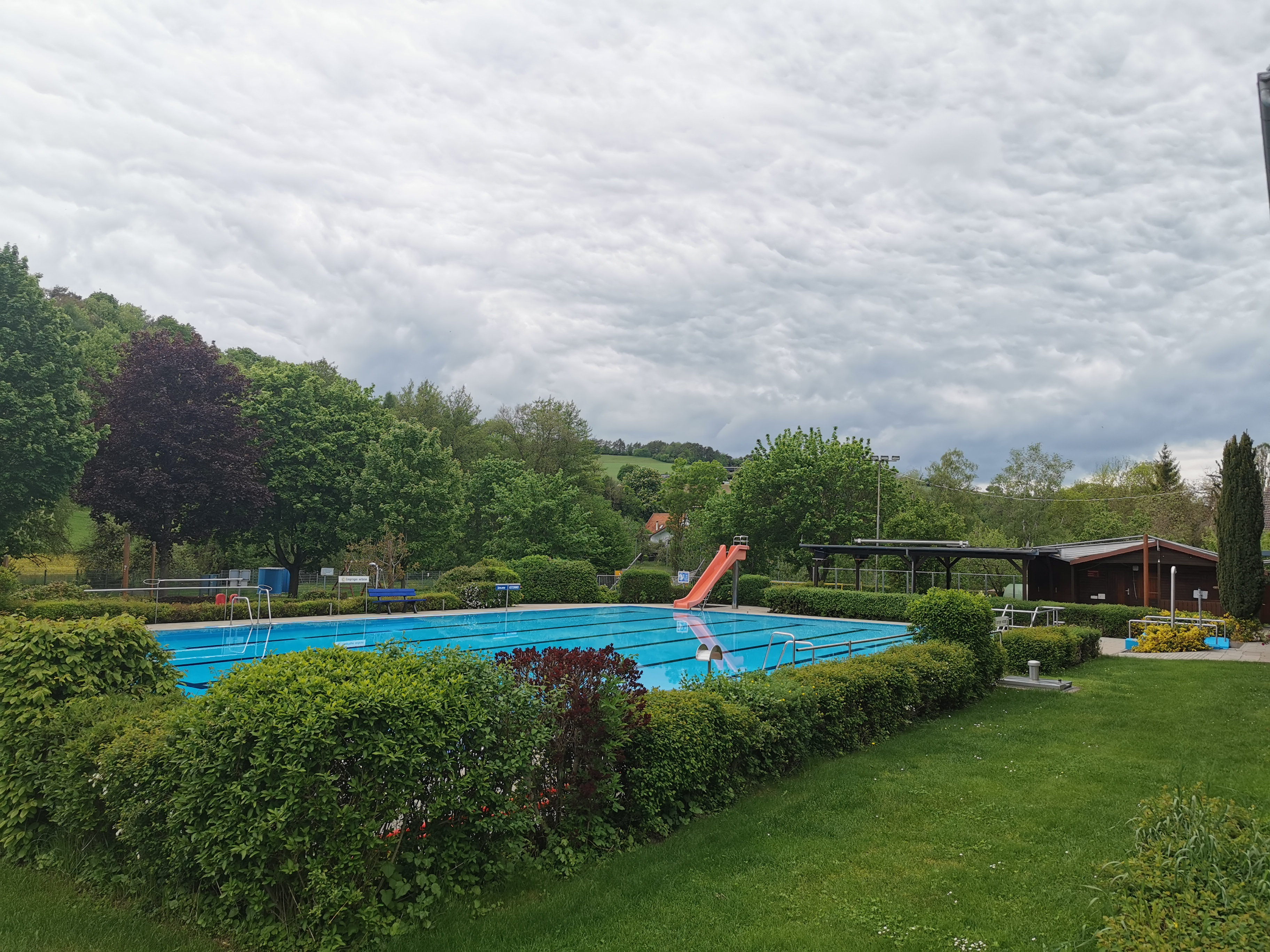
Freibad Wachbach

#### Sonstige Sportangebote
Daneben bestehen in Bad Mergentheim eine Reithalle, mehrere Tennisplätze, eine Tennishalle, eine Indoor-Kartbahn, ein Golfplatz, diverse Sportplätze und Vereine.

### Regelmäßige Veranstaltungen
- Volksfest
- Stadtfest
- Weinfest Markelsheim

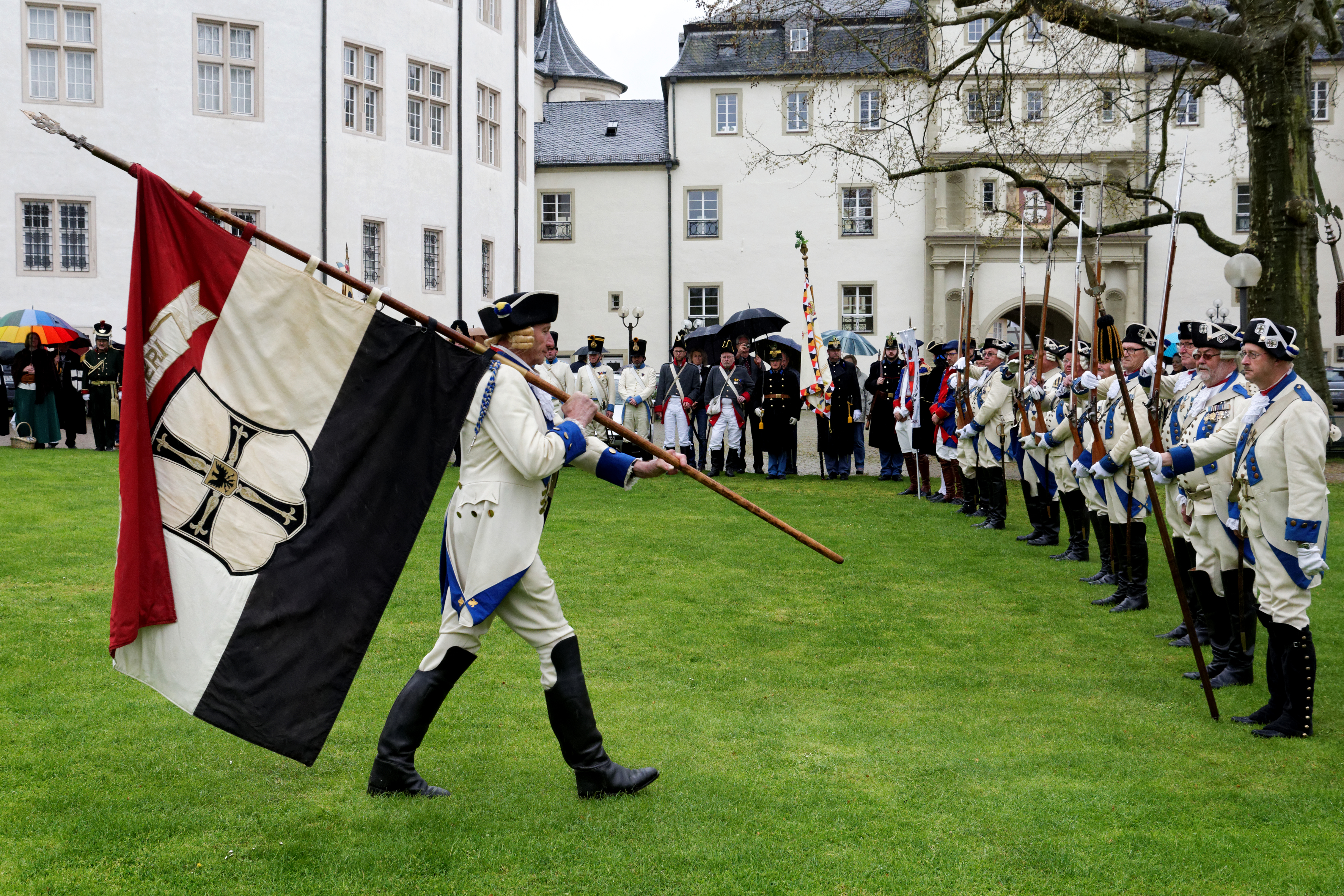
St.-Georgs-Tag 2016

- St. Georgs-Tag, ein Treffen der Deutschmeistervereine aus Österreich und Deutschland, das jährlich im Frühjahr stattfindet
- Europäischer Gesangswettbewerb Debut der Wittenstein AG (September/Oktober)
- Stadtlauf
- Kurparkfest (3. Sonntag im Juli)
- Lieder im Schloss
- Weihnachtsmarkt
- FREI * LUFT * KULTUR im Kurpark-Klanggarten
- Regionaler Bauernmarkt im Kurpark (Sonntag im Juni)
- Gesundheitsmesse (alle 2 Jahre im Februar)

## Persönlichkeiten
Bekannte Söhne und Töchter Bad Mergentheims sowie weitere mit der Stadt verbundene Persönlichkeiten sind in der Liste von Persönlichkeiten der Stadt Bad Mergentheim aufgeführt.

## Sonstiges
Um dem Hoch- und Deutschmeister Maximilian Franz von Österreich sein Heimweh nach seiner Heimatstadt Wien zu nehmen, wurden im 18. Jahrhundert die Glocken des Münsters und der Schlosskirche so aufeinander abgestimmt, dass sie bei gemeinsamen Läuten wie der Stephansdom klingen. Noch heute läuten jeden Samstag um 15 Uhr für 15 Minuten die Glocken der beiden Kirchen gemeinsam.
Bad Mergentheim übernahm am 12. Juni 1990 die Patenschaft über eine Boeing 737-300 der Lufthansa mit der Luftfahrzeugkennzeichen D-ABXZ. Die Maschine ist inzwischen ausgemustert. Seit Ende 2019 trägt in der Nachfolge im europäischen Streckennetz ein Bombardier CRJ-900 mit dem Kennzeichen D-ACNO, der auf dem Flughafen München stationiert ist, den Namen „Bad Mergentheim“.